# 弘南バス
弘南バス株式会社（こうなんバス）は青森県弘前市に本社を置くバス事業者で、津軽地方を中心に運行されている。

## 沿革
弘南鉄道では平賀駅を利用する山手一帯（旧・尾崎村、旧・町居村、旧・竹館村）の乗降客の利便を図るため、1931年から8人乗りバスの直営運転を開始した。赤字のため1934年に運行休止となり、平賀駅前の個人に運営を委託し、運行再開したが、更に経営状態を悪化させてしまい、再度の運行休止となった。
そこで1936年に直営に戻し、自動車部の拡大路線に方針を転換した。まずは平川バス（弘前 - 平賀 - 町居間、弘前市内線）を買収し、体制を建て直した後に運行を再開した。翌年には上原バス（黒石 - 大鰐間）を買収し、平賀駅前にバス車庫を建設してタクシー部も開業、沿線一帯の交通を独占した。1938年4月1日時点でのバス路線延長が58.4kmとなり、内訳は平賀 - 唐竹間5.2 km・弘前 - 尾崎間17.4 km・弘前駅 - 茂森間3.8 km・弘前 - 蔵館間16.1 km・川部 - 蔵館間15.9kmであった。
戦時下におけるバス統制の国策に乗って買収はさらに加速し、1941年3月までに弘前市を中心に中津軽郡・南津軽郡の交通はほぼ弘南鉄道に掌握された。この当時は戦時下で、車輌の入手難・燃料の配給規制から業績の伸び悩みがあり、本業の鉄道経営も容易ではなかった。株主の間にはバス部門の事業拡大に対して前途を憂慮する意見が広がり、1941年4月17日の臨時株主総会において自動車部の分離を決議した。この時の決議内容は、先に買収交渉が成立していた弘前乗合自動車会社（弘前バス）に弘南鉄道の自動車運輸事業を有償譲渡し、新たに弘前乗合自動車株式会社（のち会社名を弘南バス株式会社と改称）を設立し、3分の2の株式を弘南鉄道が取得、残る3分の1を弘南鉄道の重役個人が取得するというもので、初代社長は当時の弘南鉄道社長が兼務した。
戦局の悪化により物資が窮乏し、1941年のガソリンの配給停止によって木炭車・薪車・ガス車での運行を余儀なくされた。1943年には燃料・車輌部品 が入手困難となり運行休止路線が続出した。戦時末期には運行可能車輌が13輌にまで落ち込んだことから、最小限度確保路線として「田代線」「百沢線」「大鰐線」に各2輌、「相馬線」「鬼沢線」に各1輌、黒石管内に計5輌を割り当てた。終戦後はインフレで経済が大混乱に陥った。諸物資が払底し、同時に資金封鎖が行われたため、事業継続が困難な状況に置かれ、何度か運行不能の危機に直面し、ダイヤの縮小や路線の運休に追い込まれた。1948年に物資の統制が一部解除されたことから燃料や資材が徐々に出回りだし、休止中の路線の運行を順次再開した。
中弘南地区の交通利便に比べて整備が遅れていた板柳地区を開拓するため、1951年に板柳営業所を開設した。これより先の1950年に板柳バスが設立されていたが、諸事情から経営不能の状態に陥ったため、弘南バスが経営の委託を受け、経営再建とともに合併準備を進め、1953年に板柳バスを買収した。これが西北五地区への進出の基盤となり、その後「板柳 - 鯵ヶ沢線」の運行を開始した。
この時期、五所川原市・北津軽郡・西津軽郡は津軽鉄道自動車部（津鉄バス）に統合されていた。1953年に弘南バスは「弘前 - 五所川原線」で津鉄バスとの相互乗り入れを成立させ、西北五地区の路線拡大に乗り出した。そんな中、津軽鉄道の業績不振からバス部門を売却することになり、弘前電鉄も買収に乗り出した ものの、津軽鉄道との折衝により1955年に弘南バスとの買収統合が成立した。これにより、東津軽郡を除く津軽地方一体に路線網を持つことになった。また、同時期に「弘前 - 大館線」で秋北バスとの相互乗り入れでの運行を開始し、これが初の県外への定期路線となった。
1985年の東北新幹線上野駅延伸に合わせ、弘前から盛岡駅での新幹線接続を目的に高速バス「ヨーデル号」（弘前 - 盛岡線）の運行を国鉄バス（→JR東日本バス→JRバス東北）・岩手県北バス・岩手県交通の4社共同で開始した。「ヨーデル号」は地元客や帰省客に受け入れられ、社内でも有数のドル箱路線となった。1986年には京浜急行電鉄（現：京浜急行バス）と国内初の共同運行による夜行高速バス「ノクターン号」（弘前 - 東京線）の運行を開始し、それまでの国鉄の夜行列車に較べて、時間を有効に活用でき、運賃面でも格安なことから利用者からの支持を得た。これが高速バス路線網を広げるきっかけとなって、「ヨーデル号」「ノクターン号」は五所川原発着便が設定され、青森発着の「あすなろ号」「ラ・フォーレ号」の運行を開始した。その後、仙台便や東京昼行便の開設や「弘前 - 青森線」「五所川原 - 青森線」や「南軽号」（弘前 - 八戸線）などの短距離路線の開拓が行われた。
マイカーの普及や少子化が進み、郡部を中心に利用者のバス離れが広がり出した。そんな状況を打開するため、一部の不採算地域を子会社の弘南サービスに移管し、路線バス維持協議会の立ち上げ、事業者と行政、住民とで責任の分担、スクールバスとの機能統合などを実施し、地域に密着した経営で乗り切り、一部路線で対象の沿線住民が回数券の購入で、運行経費を負担する住民参加型路線を設定するなど、赤字路線対策にも積極的だったが、利用者減少に歯止めがかからず、沿線自治体の財政悪化によって補助金が削減されるなど周囲の状況が悪化し、関係各所より合理化や経費削減が求められた。
これまで中古車の導入は大型車のみだったが、これを中型車やミニバス車輌にまで広げ、燃料費削減のため、赤字路線への小型車やマイクロバス車輌の導入や駐車（待機）時のアイドリングストップの徹底も行うなどの対策を講じた。
従来、弘前管内路線のうち、浜の町・駒越・茂森系統の市街から郊外へ向かう路線（旧・郡部線、以降は郊外路線と記す）の往路は上代官町経由で、復路は弘前バスターミナルが終点で、弘前駅を経由せず、運行本数の少ない郊外路線に乗客が集中しないよう配慮されていた。しかし、乗客の減少から中型車や小型車の導入が進む状況から統合しても定員オーバー等の影響はないと判断し、1998年に並行市内線の減便に踏み切った。郊外路線の運行経路を市内線と同様に往路は弘前駅 - 大町経由に、復路の終点を弘前駅に変更し、駒越・茂森系統の路線は桜大通り経由から本町経由に変更、茂森系統の路線では「市役所前公園入口」停留所を観光館側から公園外堀側に変更し、郊外路線が運行されている時間に近接している並行市内線の運行を間引きした。また、車両配置区所の見直しを行い、1998年に高崎営業所を廃止し、藤代営業所では規模を縮小し藤代車庫とした。また、バス待機所となっていた旧和徳営業所では車両配置を再開し、和徳車庫へ再編した。これにより弘前管内は弘前営業所が一元管理する体制となった。その後、赤字路線の廃止や運行本数の減少から更なる合理化を図るため、2000年代に札幌事務所の閉鎖、2008年4月に金木案内所、2009年4月に桜ヶ丘案内所・板柳案内所・大鰐車庫の車両配置をとりやめた。
また、2014年12月には、東京事務所を閉鎖した。
2000年代に入ると関係自治体との協議により、路線の統合や不採算路線の減便や廃止、一部路線での運賃値上げも実施するに至った。そこへ燃料費の高騰が追い討ちをかけ、2008年12月に弘南バス全線（高速バスや100円バス等の一部路線と青森市営バスと競合する区間を除く）で運賃値上げを実施した。
これまで車内放送機器はテープ式（8トラ・クラリオン製）で、車内アナウンスは女性社員による自社製作であったが、2008年6月から7月にかけて音声合成方式（レシップ製）に切り替え、車内アナウンスの製作を外部事業者に委託した。また、この更新によって、車内アナウンス装置と運賃表示器･整理券発行機が連動する様になり、乗車時に車外スピーカーでの行先案内を開始した。
2023年2月25日からの路線バスにICカード(Megoica)を導入することに伴い、2022年12月より一般路線バスについては、自動運賃箱、整理券発行機をICカード対応の機器に交換し、マイクロバスの乗降口や、2ドア車については前部のドア付近に、ICカードの読取機の端末を設置し、運賃表示器は、液晶パネルに交換している。
整理券については、感熱式でバーコードが印字されたものに切り替わっている。なお、回数券や乗車券および整理券などの紙類を入れるための透明な箱が自動運賃箱の投入口の近くに設置している。
2024年3月下旬からは、路線バス(高速バスを除く)の前面の行先LED表示器に、路線別の路線番号の再導入を行い、ピクトグラム(行先LED表示器が小さいバスは路線番号と行先のみ)も導入している。
無料配布している弘南バス管内のバス時刻表(冊子)2024年夏号から、一般路線バスの路線別の路線図を新たに掲載している。(ホームページ上においても2024年4月以降掲示予定)。

### 年表

#### 弘南鉄道
- 1931年（昭和6年）6月26日 - 弘南鉄道が平賀 - 唐竹間において乗合自動車の直営運行を開始。
- 1934年（昭和9年）
  - 1月15日 - 赤字のため、直営自動車事業を休止する。
  - 3月28日 - 平賀 - 唐竹間の直営自動車事業を個人に運営委託（のちに経営を更に悪化をさせ、再度運行休止となる）。
- 1936年（昭和11年）
  - 1月27日 - 平川バス（弘前市代官町）を買収。
  - 3月13日 - 平賀 - 唐竹間の運営委託を破棄。
  - 4月1日 - 平川バスの路線（弘前 - 平賀 - 町居間4往復、弘前市内13往復）を継承して運行を開始し、平賀 - 唐竹間の運行再開。
  - 12月10日 - 松森町車庫を開設。
- 1937年（昭和12年）
  - 2月11日 - 上原バス（黒石 - 大鰐間）を買収。
  - 3月6日 - 蔵舘バスから「長峰線」を買収。
  - 4月10日 - 平賀駅前にバス車庫とバス乗務員詰所を開設。
  - 4月17日 - 大鰐車庫を開設。
  - 8月1日 - 弘前から新屋・尾崎まで路線延長。
  - 10月4日 - 石川 - 大坊 - 沖館 - 唐竹間のバス営業権を個人から買収。
  - 10月18日 - タクシー業に参入。
- 1938年（昭和13年） - 川部 - 館田 - 鯖石間に路線新設。
- 1939年（昭和14年）
  - 1月10日 - 今井バス（大鰐 - 唐牛間）、エビスバス（弘前 - 高杉間、弘前 - 三世寺 - 板柳間、弘前 - 相馬間）を買収。
  - 3月30日 - 弘前市土手町（角み呉服店跡）にバス待合所を設置。
- 1940年（昭和15年）
  - 3月3日 - 浪岡バス（黒石乗合自動車商会、黒石 - 本郷 - 浪岡間、黒石 - 飛内 - 浪岡間）を買収。
  - 6月6日 - 黒石町（現・黒石市）に東部発着所（車庫・待合所）を開設。
  - 8月25日 - 平賀駅前バス車庫に自動車修理工場を併設。
- 1941年（昭和16年）
  - 3月4日 - 花岡バス（弘藤乗合自動車、弘前 - 藤崎間）、山形バス（山形乗合自動車商会、黒石 - 板留間）を買収。
  - 3月25日 - 弘前バス（弘前乗合自動車）との買収交渉が成立。

#### 弘南バス
- 1941年（昭和16年）
  - 4月17日 - 弘南鉄道から自動車部を分離し、資本金60万円、車輌50台、免許路線204.8 km[15] で、弘前乗合自動車株式会社を設立（のち会社名を弘南バス株式会社と改称）。
  - 5月1日 - 弘南鉄道からバス職員42名が弘南バスへ正式に移籍する。
- 1942年（昭和17年）
  - 11月2日 - 弘前修理工場を開設。
  - 11月9日 - 弘前車庫を開設。
  - 12月1日 - 本社社屋を新築移転。
- 1943年（昭和18年）5月21日 - 蔵舘バスを買収。
- 1950年（昭和25年）7月21日 - 貸切事業を開始。
- 1951年（昭和26年） 
  - 日付不明 - 黒石営業所を新築移転。
  - 6月1日 - 板柳営業所を開設。
- 1952年（昭和27年）10月 - 旧・騎兵隊覆馬場を財務局より買収し、松原車庫を開設。
- 1953年（昭和28年）12月24日 - 板柳バス（胡桃館線、柏木線、川部線）を買収。
- 1954年（昭和29年）
  - 7月1日 - 青森市造道に青森出張所を開設。
  - 11月 - 鰺ヶ沢出張所を開設。
- 1955年（昭和30年）
  - 3月27日 - 津鉄バスを買収。五所川原営業所を開設。
  - 8月10日 - 小泊車庫を開設。
- 1956年（昭和31年）4月 - 機構改革により本社から弘前車庫を分離し、弘前営業所を開設。
- 1957年（昭和32年）
  - 3月 - 青森出張所を青森営業所に改組。
  - 11月29日 - バスセンターとして弘前営業所と待合所を駅前に新築。
- 1958年（昭和33年）
  - 1月 - 鰺ヶ沢出張所を鰺ヶ沢営業所に改組。
  - 6月30日 - 平賀出張所、金木出張所を開設。
  - 10月10日 - 青森バスセンターを松木屋1階に開設。
- 1959年（昭和34年）2月6日 - 富萢車庫を開設。
- 1960年（昭和35年）8月 - 弘前市内線支所を開設。組織改正により板柳営業所を板柳案内所に、黒石営業所と鰺ヶ沢営業所を支所に降格（黒石支所と鰺ヶ沢支所はのちに営業所へ復帰）し、平賀出張所と金木出張所を案内所に変更。弘前・五所川原・青森の各営業所下に観光支所を設置。
- 1963年（昭和38年）
  - 7月 - 弘南バス初のワンマンカーの運行を弘前市内線で開始。
  - 11月 - 弘前駅前案内所を開設。
- 1964年（昭和39年）
  - 10月 - 中里案内所を開設。
  - 11月 - 東京連絡事務所、札幌連絡事務所を開設。
  - 12月 - 東京 - 弘前間に帰省バスの運行を開始。
- 1965年（昭和40年）8月 - 木造バスセンター（木造案内所）を開設。
- 1966年（昭和41年）5月 - 仙台連絡事務所を開設。
- 1967年（昭和42年）
  - 2月 - 青森連絡事務所を開設。
  - 8月 - 五所川原営業所を湊船越地区(現在中央6丁目)へ新築移転。
- 1969年（昭和44年）10月 - 弘前市内線支所を藤代へ移転し、藤代営業所を開設。
- 197x年（昭和4x年） - 和徳営業所を開設。
- 197x年（昭和5x年） - 本社敷地内に自社ビル建設のため本社を和徳に移転。隣接する弘前営業所を小栗山へ新築移転。
- 1976年（昭和51年）10月25日 - 弘南ビルバスターミナル（のち弘前バスターミナル）を開設。
- 1977年（昭和52年）4月 - 桜ヶ丘案内所を開設。
- 1978年（昭和53年）
  - 日付不明 - 青森営業所を青森市造道から青森市矢田前へ新築移転。
  - 11月 - 高崎営業所を開設。
- 1979年（昭和54年）2月 - 特定貸切事業部（のち特定貸切事業所→弘南サービス）を発足。
- 1980年（昭和55年）12月15日 - 弘前市内でミニバス「バンビ号」の運行を開始。
- 1981年（昭和56年）10月 - 「本郷経由 黒石 - 浪岡線」を最後に、一般路線での車掌乗務のツーマン運行を終了する。
- 1985年（昭和60年）3月14日 - 東北新幹線接続の高速バス「ヨーデル号」（弘前 - 盛岡間）の運行開始。
- 1986年（昭和61年）12月26日 - 夜行高速バス「ノクターン号」（弘前 - 東京間）の運行開始。
- 1987年（昭和62年） - 和徳営業所を廃止。
- 1988年（昭和63年） - 平賀地区の路線を弘南サービスに移管。
- 1991年（平成3年）
  - 4月 - 創立50周年を記念し、レトロ調バス「トテバス」の運行開始。
  - 4月17日 - CI（Kマーク）発表。新ボディデザイン登場。
- 199x年（平成x年） - 大鰐地区の路線を弘南サービスに移管。
- 199x年（平成x年） - 金木地区の路線を弘南サービスに移管。
- 1994年（平成6年）12月24日 - 弘前市など津軽地方路線バス維持協議会は、弘南バスに対する赤字補填の為の補助金交付を決定[16]。
- 1997年（平成9年）4月1日 - 消費税率の改定に伴い、運賃値上げを実施。
- 1998年（平成10年） - 高崎営業所を廃止。藤代営業所を藤代車庫へ降格、旧・和徳営業所を和徳車庫として再編。
- 2002年（平成14年）
  - 5月21日 - 黒石管内のダイヤを再編。
  - 6月1日 - 土・日曜、祝日限定の1日フリーパス券「ワンバケーションパス」の発売開始[17]
  - 10月1日 - 五所川原・鰺ヶ沢管内のダイヤを再編。
- 2003年（平成15年）4月1日 - 弘前管内のダイヤを再編。
- 2006年（平成18年）4月1日 - 弘南サービスの平賀・大鰐・金木営業所管内の各路線を弘南バスに移管。
- 2007年（平成19年）
  - 10月1日 - 国庫補助対象路線の一部路線での減便と一部区間での運賃値上げを実施。
  - 10月29日 - 弘前駅前北地区区画整理事業に伴い、本社と電算センターを統合し、藤野2丁目（藤代工業団地内）へ移転。
- 2008年（平成20年）
  - 4月1日 - 金木車庫の車両配置を廃止。
  - 6月 - 車内放送機器を弘前営業所配置車から順次、テープ式から音声合成方式に変更。
  - 10月1日 - 青森観光センターを移転し、青森総合案内所を開設。
  - 12月1日 - 弘前管内のダイヤを一部減便。
  - 12月25日 - 弘南バス全線（高速バスや100円バス等、一部路線を除く）で運賃値上げを実施。
- 2009年（平成21年）
  - 4月1日 - 平賀車庫を廃止。桜ヶ丘案内所、板柳案内所、大鰐車庫の車両配置を廃止。
  - 8月31日 - 弘前営業所敷地内にバス運転手の講習施設完成し、運用開始。
- 2010年（平成22年）4月1日 - 桜ヶ丘案内所、板柳案内所、大鰐車庫、金木案内所を無人化（閉鎖）。
- 2014年（平成26年）11月17日 - この日を以って、観光部事務所を弘前バスターミナル内から、本社に移転。
- 2016年（平成28年）12月15日 - この日を以って、東京事務所を閉鎖。
- 2018年（平成30年）5月18日 - この日をもって、鰺ヶ沢駅前案内所を閉鎖。
- 2019年（令和元年）10月 - 五所川原営業所の社屋と検修庫と待合室を敷地内で移転新築。
- 2022年（令和4年）12月1日 - 高速バスの東京線の愛称名を「ノクターン号(3列シート車)」と「パンダ号(4列シート車)」に統一[18]。
- 2023年（令和5年）
  - 2月25日 - 交通系ICカード「MegoICa（メゴイカ）」を導入[19][20][21][22]。
  - 4月1日 - 同日実施の夏季ダイヤ改正で、弘前市内の路線の減便実施。これは、乗務員不足によるもの[23]。
  - 5月10日 - 黒石駅前案内所を廃止、そのため「MegoICa」の黒石地区での販売が無くなった。[24]。
  - 11月1日 - 運転手不足に伴い、弘前管内の一部路線を廃止・統合し、一部路線の減便を実施[25]。
  - 12月1日 - 同日実施の冬期ダイヤ改正で、弘前市内の路線の減便を実施。五所川原市内の循環バスで一部路線を廃止し、一部の路線を延長し運行する方に変更[26]。
- 2024年（令和6年）
  - 2月1日 - 高速バスの「ヨーデル号」のダイヤ改正を実施。それに伴い、減便されて運行会社から「岩手県交通」が撤退[27]。
  - 3月29日 - 青森市の「浪岡地区コミュニティバス」の運行を終了し廃止[28]。
  - 4月1日 - 同日実施のダイヤ改正で、一部路線の減便と土休日運休便設定実施。
  - 12月1日 - 
    - 弘南バス全線（高速バスと一部のコミュニティバスを除く）で運賃（企画乗車券など含む）値上げ（2024年9月30日付で申請）を実施する一方、青森空港線と五所川原線を除く弘前市内発着の路線の運賃上限を500円とする実質の値下げを実施（それに伴う定期運賃も値下げ）。また、土手町循環100円バスと城東環状100円バス及び城東安原線で、IC運賃導入[29][30]。
    - 高速バスの「パンダ号・上野線」の1往復を「さいたま新都心バスターミナル（大宮）」に乗り入れ、青森側の出発・到着点を「青森港フェリーターミナル」まで延長[31]。
- 2025年（令和7年）
  - 3月17日 - 弘前 - 青森空港線に、クレジットカードやデビットカード等のタッチ決済機能(stera transit)を導入。対応するカード会社は、Visa、JCB、American Express、Diners Club、Discover、銀聯[32]。
  - 3月22日 - 弘前市内の土手町循環線のバス路線に、EVバス2台(EVモーターズ・ジャパン製)を導入し、運行を開始(3月21日に弘前駅前で導入記念式典を実施し、関係者による乗車会を実施)[33]。
  - 3月28日 - 弘前 - 青森空港線の路線バスに、リフト付きバス1台(日野自動車製)を導入し、運行を開始(3月27日に弘前市内で試乗体験会を実施)[34]。

## 営業所・案内所一覧

### 車両配置営業所
| 営業所                    | 所在地                            | 沿革                                                 | 停留所         | 備考 |
| ------------------------- | --------------------------------- | ---------------------------------------------------- | -------------- | ---- |
| 弘前営業所                | 弘前市小栗山字長田70-6            | 本社 弘前車庫→                                       | 弘前営業所     |      |
| 弘前営業所 藤代車庫       | 弘前市藤代三丁目5-1               | 弘前営業所 弘前市内線支所→（移転）藤代営業所→        | 藤代営業所     |      |
| 弘前営業所 和徳車庫       | 弘前市駅前二丁目12-5              | 和徳営業所→和徳車庫（車両非配置）→                   |                |      |
| 五所川原営業所            | 五所川原市中央六丁目11            |                                                      | 五所川原営業所 |      |
| 五所川原営業所 小泊案内所 | 北津軽郡中泊町小泊字朝間1-1       | 小泊車庫→                                            | 小泊案内所     |      |
| 黒石営業所                | 黒石市富士見113                   | 東部発着所→黒石営業所→弘前営業所 黒石支所→           | 黒石営業所     |      |
| 青森営業所                | 青森市矢田前字弥生田32-1          | 青森出張所→                                          | 青森営業所     |      |
| 鰺ヶ沢案内所              | 西津軽郡鰺ヶ沢町舞戸町字蒲生114-4 | 鰺ヶ沢出張所→鰺ヶ沢営業所→五所川原営業所 鰺ヶ沢支所→ | 鰺ヶ沢営業所   |      |

### 案内所
弘前バスターミナル 総合案内所 （弘前バスターミナル営業所）
- 所在地：弘前市駅前三丁目2-1
- 沿革：本社 待合所→弘南ビルバスターミナル→
- 停留所：弘南バス本社前→弘南ビルバスターミナル→弘前バスターミナル
  - 高速バス予約センター
  - 電子マネーMegoICa・定期券発売所
- 組織上は「弘前バスターミナル営業所」となっている。

弘前駅前案内所 （弘前バスターミナル営業所 駅前案内所）
- 所在地：弘前市駅前町10
- 停留所：弘前駅前
  - 2023年3月現在は、臨時休業中[35]。

五所川原駅前案内所 （五所川原ターミナル）
- 所在地：五所川原市大町38
- 停留所：五所川原駅前
  - 電子マネーMegoICa・定期券発売所

青森総合案内所
- 所在地：青森市安方一丁目3-25　小田島ビル 1F
- 沿革：青森バスセンター→青森連絡事務所→青森観光センター→
- 最寄停留所：青森駅前
  - 電子マネーMegoICa・定期券発売所

### 主な事業所
観光部
- 所在地：弘前市大字藤野2-3-6 弘南バス本社内

乗合部青森分室
- 所在地：青森市矢田前弥生田32-1
  - 青森営業所に併設。

### 廃止営業所・案内所・待合所・車庫
木造案内所 （木造バスセンター）
- 停留所：木造バスセンター→木造有楽町（十三・鰺ヶ沢方面）／木造千代町（五所川原方面）
- 五所川原営業所に統合。

中里案内所
- 停留所：中里駅前
- 金木案内所（→金木車庫）に統合。

桜大通り案内所
- 停留所：桜大通り→市役所方面のみ廃止。
- ハイローザへ移転。

ハイローザ案内所
- 停留所：一番町ハイローザ前→下土手町2[36]
- ハイローザ閉店に伴い廃止。その後紅屋弘前店に紅屋販売所を設置したが、2004年の紅屋閉店に伴い廃止。

十和田案内所
- 沿革：十和田案内所→十和田営業所→
- 滞泊行路の廃止に伴い閉鎖。

高崎営業所
- 停留所：高崎営業所→弘前ビブレ→さくら野弘前店
- 1998年 - 弘前営業所、和徳車庫へ統合。

札幌事務所
- 200X年 - 閉鎖。
- 所在地：札幌市中央区北2条西2-4 マルホビル3階[37]

大鰐待合所
- 停留所：大鰐待合所→大鰐
- 2005年4月1日 - 廃止。

浪岡待合所
- 停留所：浪岡
- 2008年10月 - 廃止。

平賀車庫
- 沿革：平賀駅前バス車庫→平賀出張所→弘前営業所 平賀案内所→黒石営業所 平賀案内所→弘南サービス平賀営業所→弘前営業所 平賀車庫（車両非配置）
- 停留所：平賀営業所前→柳田
- 2009年4月1日 - 廃止。跡地は企業の私有地となった。

桜ヶ丘案内所
- 沿革：高崎営業所 桜ヶ丘案内所→弘前営業所 桜ヶ丘案内所→（車両非配置）→（無人化）
- 停留所：桜ヶ丘案内所→旧桜ヶ丘案内所
- 2010年4月1日 - 閉鎖。桜ヶ丘線の転回場へ転用。

板柳案内所
- 沿革：板柳営業所→五所川原営業所 板柳案内所→和徳営業所 板柳案内所→高崎営業所 板柳案内所→弘前営業所 板柳案内所→（車両非配置）→（無人化）
- 停留所：板柳案内所→旧板柳案内所
- 2010年4月1日 - 閉鎖、廃止。跡地は林檎出荷場へ転用。

大鰐車庫
- 沿革：大鰐車庫→弘前営業所 大鰐案内所→黒石営業所 大鰐案内所→弘南サービス大鰐営業所→弘前営業所 大鰐車庫→（車両非配置）→（無人化）
- 停留所：大鰐案内所→大鰐南団地前→大鰐南団地前／大鰐営業所→大鰐南団地前
- 2010年4月1日 - 閉鎖。
- 2015年12月1日 - 廃止、跡地には老人ホームが建った。

金木案内所
- 沿革：金木出張所→五所川原営業所 金木案内所→弘南サービス金木営業所→五所川原営業所 金木車庫→（車両非配置）→（無人化）
- 停留所：金木案内所→金木営業所→金木案内所→旧金木案内所
- 2010年4月1日 - 閉鎖、跡地は駐車場へ転用。

東京事務所
- 所在地：東京都台東区東上野二丁目18-7-413
- 2016年12月15日 - この日を以って閉鎖。

鰺ヶ沢駅前案内所
- 所在地：西津軽郡鰺ヶ沢町舞戸町下富田36-2 （JR鰺ケ沢駅内）
- 停留所：鰺ヶ沢駅前
- 2018年5月18日 - 閉鎖[38]。

黒石駅前案内所
- 所在地：黒石市緑町一丁目1
- 停留所：黒石駅前
- 2023年4月11日より、火曜日・木曜日を定休日に設定(当分の間)[39]。
- 2023年5月10日 - 閉鎖[24][リンク切れ]。

## 高速バス
| 路線名             | 区間 | 共同運行会社                       | 備考               |
| ------------------ | --- | ---------------------------------- | ------------------ |
| ニューノクターン号 | 五所川原駅前 - 弘前バスターミナル - バスタ新宿 - 横浜駅東口バスターミナル                                     | （単独運行）                       | 予約指定制         |
| ノクターン・ネオ号 | 青森港フェリーターミナル - 青森駅前 - 弘前バスターミナル - バスタ新宿 - 東京駅日本橋口                        | （単独運行）                       | 予約指定制         |
| パンダ号スカイ線   | 青森駅前 - 弘前バスターミナル - 上野駅前                                                                      | （単独運行）                       | 予約指定制・昼行便 |
| パンダ号上野線     | 青森港フェリーターミナル - 青森駅前 - 弘前バスターミナル - さいたま新都心バスターミナル(1往復のみ) - 上野駅前 | （単独運行）                       | 予約指定制         |
| パンダ号東京新宿線 | 五所川原駅前 - 弘前バスターミナル - バスターミナル東京八重洲 - バスタ新宿                                     | （単独運行）                       | 予約指定制         |
| パンダ号八戸線     | 青森駅前 - 野辺地駅 - 七戸十和田駅 - 八戸駅 - 上野駅前                                                        | （単独運行）                       | 予約指定制         |
| キャッスル号       | 弘前バスターミナル - 仙台駅前                                                                                 | JRバス東北 宮城交通                | 予約指定制         |
| ブルーシティ号     | 青森駅前 - 仙台駅前                                                                                           | JRバス東北 宮城交通 十和田観光電鉄 | 予約指定制         |
| ヨーデル号         | 弘前バスターミナル - 盛岡駅西口                                                                               | 岩手県北自動車                     | 定員制             |
| あすなろ号         | 青森駅前 - 盛岡駅西口                                                                                         | 岩手県北自動車                     | 定員制             |

- 「えんぶり号(現:パンダ号八戸線)」は2016年4月18日以降、多客期のみの季節運行となる[40]。
- 「ノクターン号」は2021年3月16日より弘南バスの単独運行となる[41]。共同運行だった京浜急行バスは前日の15日の運行をもって撤退[41]。
- 「津輕号」は2021年3月18日運行分から青森側の途中経由地を「あおもり健康ランド」から「弘前バスターミナル」に変更。ただし、実際の経由地変更は2021年4月26日発の東京行・2021年4月27日発青森行から[42]。
- 2021年12月2日発東京行、2021年12月3日青森行から「ノクターン号」を「ニューノクターン号」に変更[43]。
- 2022年12月1日から東京便を「ノクターン号」と「パンダ号」にブランド統一[44]。
- 2024年2月1日に「ヨーデル号」のダイヤを改正を実施。減便されて運行会社から「岩手県交通」が撤退[27]。
- 2024年12月1日から「パンダ号上野線」の青森側の発着場所を「青森港フェリーターミナル」に変更。また、1往復については「さいたま新都心バスターミナル（大宮）」に乗り入れを開始[31]。

## 一般路線
- 一部を除いて、詳細については各営業所・案内所・車庫の記事を参照のこと。()内の数値は「路線番号」。
- 2024年4月1日に、運転手の時間外労働時間の制限に伴い、路線バスの約100便の減便を実施した[45]。
- 2024年4月1日から、すべての路線バスに「路線番号」の導入を開始した(実際の運用は3月下旬から開始)[46]。

### 主要路線
弘前 - 五所川原線(50)
- 弘前バスターミナル - 百田 - (藤崎青銀前) - 板柳十文字 - 鶴田診療所前 - 五所川原駅前 - エルムの街
  - 弘前発・五所川原発共、最終便は、藤崎町内のバス停（藤崎表町 - 松の木）には停車しない。
  - 2024年4月1日から五所川原側の始終点を「五所川原駅前」から「エルムの街」に変更（朝の五所川原始発便を除く）し、朝の五所川原発弘前行始発便とその折り返し便を土日祝日運休に変更[47]。

弘前 - 浪岡線(70)
- 弘前バスターミナル - 藤崎青銀前 - 浪岡 - ザビック浪岡

弘前 - 大鰐・碇ヶ関線(10)
- 弘前バスターミナル - 堀越 - 大鰐温泉駅前 - 道の駅いかりがせき
  - 2024年4月1日から、碇ケ関側の始終点を「道の駅いかりがせき」に変更し、運行区間を短縮した[48]。

弘前 - 日沼 - 黒石線(90)
- 弘前バスターミナル - 日沼 - 田舎館 - 追子の木 - 黒石駅前
  - 土日祝時は、S90として運行している時間のバスを「弘前駅前行(90)」として運行する。

弘前 - 黒石 - 板留線(S90)
- 板留 - 黒石駅前 - 追子の木 - 田舎館 - 日沼 - 弘前高校前 - 緑ヶ丘 - 弘前南高校前
  - 朝1便のみ。土日祝日運休。

青森 - 黒石線(94)
- 青森営業所 - 市役所前 - 青森駅前 - 新青森駅南口 - 大釈迦北口 - 浪岡 - 黒石駅前

五所川原 - 青森線(58,H58)
- エルムの街(一部) - 五所川原駅前 - 五所川原営業所 - 大釈迦北口 - 新青森駅南口 - 青森駅前 - 市役所前 - 青森営業所
  - 2023年12月1日より、一部の便について「エルムの街」発着に変更された。また「つがる総合病院」を経由しない便を設定した[49]。
  - H58が「エルムの街」発着で「つがる総合病院前」を経由。
  - 2024年4月1日から、土日祝日運休する便を再設定した[50]。

五所川原 - 鰺ヶ沢線（木造経由）(51,H51)
- 五所川原営業所 - 五所川原駅前 - イオンモールつがる柏 - 有楽町 - 森田駅通り - 鯵ヶ沢駅前 - 小夜
  - 2023年12月1日より、一部のバスについて、「つがる総合病院前」を通らなくなった[49]。
  - H51が「つがる総合病院前」を経由。

弘前 - 青森空港線(R79)
- 弘前バスターミナル - 弘前駅前 - 藤崎舟場角 - 浪岡 - 青森空港

### 弘前市内線
弘前 - 宮園団地 - 岩賀線(601,603)
- 弘前バスターミナル - (弘前駅前) - 保健センター前 - 弘前警察署前 - ユニバース堅田店前 - 青山3丁目 - (社会福祉センター前) - 宮園5丁目県営住宅前 - 清野袋 - 岩賀
  - 岩賀・宮園団地発の終点は「弘前駅前」。601は「社会福祉センター前」を経由。

弘前 - 宮園団地線 - 岩賀線(弘前総合医療センター前経由)(H603)
- 宮園5丁目県営住宅前 - 青山3丁目 - ユニバース堅田店前 - 弘前警察署前 - 弘前駅前 - 弘前総合医療センター前 - 弘前大学前 - 実業高校前 - 小栗山(弘前営業所)

宮園 - 南高校線(S605)
- 宮園県営住宅前 - 青山1丁目 - ユニバース堅田店前 - 弘前警察署前 - 野田1丁目 - 本町 - 弘前高校前 - 新寺町 - 樹木 - 南高校
  - 朝1便のみの運行。土日祝日運休。

宮園 - 聖愛高校線
- 宮園県営住宅前 - 青山1丁目 - ユニバース堅田店前 - 弘前警察署前 - 野田1丁目 - 上代官町 - 富田3丁目 - 弘前大学前 - 三中校前 - 中野 - 実業高校前 - 聖愛高校
  - 冬期間(12月～3月)に運行。朝1便のみの運行。土日祝日運休。

宮園 - 小栗山線(弘前総合医療センター前経由)(H603)
- 宮園5丁目県営住宅前 - 青山1丁目 - ユニバース堅田店前 - 弘前警察署前 - 野田1丁目 - 弘前駅前 - 弘前総合医療センター前 - 富田3丁目 - 三中校前 - 実業高校前 - 小栗山(弘前営業所)

小栗山線(15,H15)
- 弘前駅前(中央口) - (弘前総合医療センター前) - 弘前大学前 - 三中校前 - 松原 - 小栗山(弘前営業所)
  - H15は「弘前総合医療センター前」を経由。

狼ノ森線(16)
- 弘前駅前(中央口) - 弘前大学前 - 三中校前 - 松原 - 狼ノ森

狼ノ森線(南高校行)(S16)
- 狼ノ森 - 松原 - 三中校前 - 緑ヶ丘 - 南高校
  - 朝1便のみの運行。土日祝日運休。

自衛隊線（門外・松森町経由）(101,H101)
- 弘前駅前 - (弘前総合医療センター前) - 中央松森町 - 門外西口 - マックスバリュ安原店 - 上松原 - 自衛隊
  - H101は「弘前総合医療センター前」を経由。

自衛隊線（富田大通り経由）(152)
- 弘前駅前 - 三中校前 - 実業高校前 - マックスバリュ安原店 - 上松原 - 自衛隊

弘前駅前 - 安原線(152)
- 弘前駅前 - 三中校前 - 実業高校前 - マックスバリュ安原店

学園町線(151)
- 弘前駅前(中央口) - 住吉入口 - 弘前大学前 - 三中校前 - 学園町 - 附属小学校

藤代 - 浜の町 - 安原線(154)
- 藤代車庫 - 浜の町2丁目 - 中央高校前 - 住吉入口 - 弘前大学前 - 三中校前 - 実業高校前 - 松原 - マックスバリュ安原店

座頭石線(131)
- 弘前駅前 - 三中校前 - 松原小学校前 - マックスバリュ安原店 - 広野1丁目 - 座頭石

駒越 - 小栗山線(133)
- 藤代車庫 - 城西4丁目 - 工業高校前 - 市役所前公園口 - 中央通り2丁目 - 松森町角 - 三中校前 - 実業高校前 - 上松原 - 小栗山(弘前営業所)

藤代 - 小栗山線(津軽中学校発)(S133)
- 津軽中学校 - 岩木庁舎 - 藤代車庫 - 城西4丁目 - 工業高校前 - 市役所前公園口 - 中央通り2丁目 - 松森町角 - 三中校前 - 実業高校前 - 上松原 - 小栗山(弘前営業所)

清原・安原 - 小栗山線(121)
- 弘前バスターミナル - 弘前駅前 - 土手町十文字 - 中央松森町 - 取上2丁目 - 柴田幼稚園前 - 大清水4丁目 - 清水森 - 松木平 - 小栗山(弘前営業所)
  - 弘前営業所発は「弘前駅前」が終点。

城南線(1711,K171)
- 弘前バスターミナル - 弘前大学入口 - 西弘前駅前 - 城南局前 - (希望ヶ丘ホーム) - 旧桜ヶ丘案内所
  - K171は「希望ヶ丘ホーム」経由。

城南線(弘前総合医療センター経由)(H171)
- 旧桜ヶ丘案内所 - 城南局前 - 西弘前駅前 - 弘前大学入口 - 弘前総合医療センター前 - 弘前バスターミナル
  - 朝1便のみの運行。

久渡寺線(192)
- 弘前バスターミナル - 弘前駅前 - 弘前高校前 - 四中校前 - 旧桜ヶ丘案内所 - 久渡寺
  - 久渡寺発は、終点が「弘前駅前」。
  - 2024年4月1日から「桜ヶ丘団地」を経由。[51]。

久渡寺線(弘前総合医療センター経由)(H192)
- - 久渡寺 - 旧桜ヶ丘案内所 - 四中校前 - 弘前高校前 - 弘前総合医療センター前 - 弘前駅前
  - 朝1便のみ。土日祝日運休。
  - 2024年4月1日から「桜ヶ丘団地」を経由。[51]。

城東 - 聖愛高校線
- さくら野弘前店前 - 城東北3丁目 - あらい眼科小児科前 - 弘前駅城東口 - 城東3丁目 - 中央松森町 - 富田 - 三中校前 - 中野 - 実業高校前 - 聖愛高校
  - 冬期間(12月～3月)に運行。朝1便のみの運行。土日祝日運休。

城東安原線（アルカディア経由）(8)
- さくら野弘前店前 - あらい眼科小児科前 - 弘前駅城東口 - 健生病院前 - 医療福祉大学前 - マッスクバリュ安原店前

金属団地・桜ヶ丘線(19)
- 弘前バスターミナル - (弘前駅前) - 弘前高校前 - 桔梗野 - 南高校前 - 金属団地 - 旧桜ヶ丘案内所
  - 旧桜ヶ丘案内所発は「弘前駅前」が終点。

金属団地・桜ヶ丘線(弘前総合医療センター経由)(H19)
- 旧桜ヶ丘案内所 - 南高校前 -  桔梗野 - 弘前高校前 - 弘前総合医療センター前 - 弘前駅前
  - 朝1便のみの運行。土日祝日運休。

金属団地・桜ヶ丘線(まちなか情報センター経由)(C19)
- 旧桜ヶ丘案内所 - 南高校前 - 桔梗野 - 弘前高校前 - まちなか情報センター - 弘前駅前

南高校・桜ヶ丘線(193)
- 弘前バスターミナル - (弘前駅前) - 上土手町 - 大富町入口 - 桝形 - 南高校前 - 旧桜ヶ丘案内所
  - 旧桜ヶ丘案内所発は「弘前駅前」が終点。

南高校・桜ヶ丘線（実業高校経由）(S193)
- 旧桜ヶ丘案内所 - 南高校前 - 桝形 - 実業高校前 - 小栗山(弘前営業所)
  - 朝1便のみの運行。土日祝日運休。

駒越線(350,351)
- 弘前バスターミナル - (弘前駅前) - 大学病院前 - 市役所前公園入口 - (イオンタウン弘前樋の口) - 城西団地 - 駒越 - 藤代車庫
  - 藤代車庫発は「弘前駅前」が終点。
  - 351は「イオンタウン弘前樋の口」を経由しない。

駒越線（弘前総合医療センター前経由）(H350)
- 藤代車庫 - 駒越 - 城西団地 - イオンタウン弘前樋の口 - 市役所前公園入口 - 中央弘前駅前 - 弘前総合医療センター前 - 弘前駅前

駒越線（まちなか情報センター経由）(C350)
- 藤代車庫 - 駒越 - 城西団地 - イオンタウン弘前樋の口 - 市役所前公園入口 - 中央弘前駅前 - 弘前駅前

駒越線（工業高校経由）(S351)
- 藤代車庫 - 駒越 - 城西団地 - 工業高校前 - 市役所前公園入口 - 弘前駅前
  - 土日祝日運休。

石渡線(40)
- 弘前バスターミナル - (弘前駅前) - 中央高校前 - 浜の町2丁目 - 石渡南口 - マックスバリュ弘前城北店前
  - マックスバリュ弘前城北店前発は「弘前駅前」が終点。

石渡線(市役所前経由)(401)
- マックスバリュ弘前城北店前 - 石渡南口 - 浜の町2丁目 - 中央高校前 - 市役所前 - 弘前駅前
  - 土日祝日運休。

土堂・浜の町・栄町団地線(480)
- 弘前バスターミナル - 中央高校前 - 城北 - 栄町1丁目 - 県営アパート前 - 致遠小学校通り - 土堂神社前

弘前 - 糠坪・楢の木線(41)
- 弘前バスターミナル - (弘前駅前) - 浜の町2丁目 - 高杉南口 - 糠坪 - 楢の木 - 農村環境改善センター前
  - 農村環境改善センター前発は「弘前駅前」が終点。

弘前 - 貝沢線(40)
- 弘前バスターミナル - (弘前駅前) - 中央高校前 - 浜の町2丁目 - 高杉南口 - 鬼沢南口 - 農村環境改善センター前
  - 農村環境改善センター前発は「弘前駅前」が終点。

石渡 - 聖愛高校線(S40)
- マッスクバリュ弘前城北店前 - 石渡南口 - 浜の町3丁目 - 浜の町2丁目 - 浜の町 - 中央高校前 - 弘前駅前 - 弘前大学前 - 三中校前 - 実業高校前 - 聖愛高校前
  - 朝1便のみの運行。土日祝日運休。

田茂木線(403)
- 藤代営業所 - 浜の町 - 田茂木 - 保健センター前 - 野田1丁目 - 弘前バスターミナル前 - 弘前駅前

藤代 - 浜の町 - 南高校線
- 藤代営業所 - 浜の町 - 中央高校前 - 本町 - 弘前高校前 - 樹木 - 南高校
  - 冬期間(12月～3月)に運行。土日祝日運休。

浜の町線（弘前総合医療センター経由）(H401)
- 藤代営業所 - 浜の町2丁目 - 亀の甲門前 - 中央高校前 - 市役所前 - 大学病院前 - 中央弘前駅前 - 弘前総合医療センター前 - 弘前バスターミナル前 - 弘前駅前(中央口)
  - 朝1便のみの運行。土日祝日運休。

茂森 - 弘前線(221)
- 茂森新町 - 四中校前 - 茂森町 - 市役所前 - 大学病院前 - 本町 - 弘前駅前
  - 朝1便のみの運行。

弘前 - 岩木庁舎線・枯木平線(30)
- 弘前バスターミナル - (弘前駅前) - 大学病院前 - 市役所前 - 駒越 - 賀田東口 - 岩木庁舎前 - 高岡 - 岩木山神社前 - 百沢 - 岳温泉前 - スカイライン入口 - 枯木平
  - 岩木庁舎前発・枯木平発は「弘前駅前」が終点。

弥生線(32)
- 岩木庁舎前 - 鼻和 - 冨栄 - 弥生
  - 2024年4月1日から、「弘前バスターミナル - 岩木庁舎」を廃止し「岩木庁舎 - 弥生線」として運行を開始。弘前バスターミナル方面は「岩木庁舎前」で乗り換える[51]。

新岡線(31)
- 岩木庁舎前 - 新岡 - 葛原
  - 2024年4月1日から、「弘前バスターミナル - 岩木庁舎」を廃止し「岩木庁舎 - 新岡線」として運行を開始。弘前バスターミナル方面は「岩木庁舎前」で乗り換える[51]。

自動車運転免許試験場環状線(657)
- 弘前バスターミナル - 下土手町1 - 上元寺町 - 和徳北口 - 撫牛子 - 大久保西口 - 自動車運転免許試験場前 - 撫牛子 - 和徳北口 - 弘前駅前
  - 2024年4月1日から運行を開始。[51]。

スカイラインシャトルバス(38)
- 岳温泉 - スカイライン八合目
  - 「岩木スカイライン」開通の4月下旬から、10月末日まで運行。ただし「岩木スカイライン」が閉鎖の場合、運休する。
  - 「弘前バスターミナル - 岳温泉」については、「枯木平線(30)」を利用する。

### 弘前市内 ミニバス路線
ミニバスさくら団地線(801)
- 弘前バスターミナル - 東和徳 - さくら団地

ミニバス緑ヶ丘線(181)
- 弘前バスターミナル - 大学病院前 - 弘前高校前 - 桔梗野 - 緑ヶ丘集会所前 - 旧桜ヶ丘案内所

ミニバス緑ヶ丘線(弘前総合医療センター前経由)(H181)
- 旧桜ヶ丘案内所 - 緑ヶ丘集会所前 - 桔梗野 - 弘前高校前 - 弘前総合医療センター前 - 弘前バスターミナル
  - 朝1便のみの運行。

### 弘前市内 100円バス路線
土手町循環100円バス(1)
城東環状100円バス（大町回り）(6)
城東環状100円バス（和徳回り）(5)
城東環状100円バス(城東口発城東口止)(7)
- 弘前駅城東口 - 城東中央3丁目 - 末広3丁目 - 南早稲田 - 城東タウンプラザ前 - 北早稲田 - 総合学習センター前 - さくら野弘前店 - 長四郎公園前 - 城東中央2丁目 - 弘前駅城東口

### 中津軽郡・黒石市・平川市・青森市
弘前 - 相馬庁舎 - 西目屋村役場線(20,21)
- 弘前バスターミナル - 弘前駅前 - 大学病院前 - 市役所前 - 茂森町 - 常盤坂入口 - 山観通り - (りんご公園) - 悪戸 - 相馬庁舎 - 鳥井野 - 国吉 - 東目屋中学校 - 西目屋村役場前
  - 2023年11月1日より、相馬庁舎線(弘前 - 相馬線(りんご公園経由))を統合し、相馬庁舎・西目屋村役場線になった[52]。
  - 21は「りんご公園」を経由する。

弘前 - 相馬庁舎 - 西目屋村役場線(実業高校経由聖愛高校行)(S20)
- 西目屋村役場前 - 東目屋中学校 - 国吉 - 鳥井野 - 相馬庁舎 - 悪戸 - 緑ヶ丘 - 三中校前 - 実業高校前 - 聖愛高校前
  - 土日祝日運休。

弘前 - 相馬庁舎 - 西目屋村役場線(弘前総合医療センター経由)(H20)
- 西目屋村役場前 - 東目屋中学校 - 国吉 - 鳥井野 - 相馬庁舎 - 悪戸 - 市役所前公園入口 - 弘前総合医療センター前 - 弘前駅前

暗門白神号(R24)
- 弘前バスターミナル - (弘前駅前) - 西目屋役場前 - 畳平 - アクアグリーンビレージANMON - 津軽峠
  - 運行期間は、6月1日から10月末日まで。ただし道路状況によって運休することがある。
  - 弘前駅前 - 西目屋役場前間は、乗降を行わない。
  - 弘前行は「弘前駅前」が終点。
  - 「弘前 - 津軽峠」便と「西目屋村役場前 - 津軽峠」便がある。西目屋村役場発着便には、弘前から西目屋村役場線(20)で乗換[53]。

弘前 - 豊蒔 - 高田 - 黒石線(92)
- 弘前バスターミナル - 弘前駅前 - 代官町 - 和徳北口 - 撫牛子 - 豊蒔 - 畑中 - 高田 - ぐみの木 - 黒石駅前

弘前 - 豊蒔 - 高田 - 黒石線(弘前大学・実業高校経由聖愛高校行)(S92)
- 黒石駅前 - ぐみの木 - 高田 - 畑中 - 豊蒔 - 撫牛子 - 代官町 - 弘前大学前 - 実業高校前 - 聖愛高校
  - 朝1便のみ。土日祝日運休。

黒石 – 板留 – 大川原・虹の湖線(96)
- 黒石駅前 - 花巻 - 温湯 - 津軽伝承工芸館前 - 板留 - 大川原温泉

黒石 – 板留 – 大川原・虹の湖線(96,97)
- 黒石営業所 - (黒石病院) - 黒石駅前 - 花巻 - 温湯 - 津軽伝承工芸館前 - 板留 - 虹の湖公園
  - 4月～11月は「黒石営業所 - 虹の湖公園」のバスを路線番号「97」として運行。
  - 黒石営業所行のバスは「黒石病院」を経由し運行。

黒石 – 川部線(91)
- 黒石駅前 - 黒石高校入口 - 境松 - 堂野前 - 前田屋敷 - 工業団地入口 - 川部公民館前 - 川部駅前

黒石 – 浪岡 – 高野線(95)
- 黒石駅前 - 野添 - 上十川 - 六郷中学校前 - 竹鼻 - 本郷十文字 - 浪岡駅前 - 国立青森病院 - 樽沢 - 中吉野田 - 上高野
  - 土日祝日全便運休。

黒石 – 浪岡 – 高野線(黒石病院行)(H95)
- 上高野 - 中吉野田 - 樽沢 - 国立青森病院 - 浪岡駅前 - 本郷十文字 - 竹鼻 - 六郷中学校前 - 上十川 - 野添 - 黒石駅前 - 黒石病院
  - 朝1便のみ。土日祝日運休。

黒石市回遊バスぷらっと号
平川市循環バス

### 五所川原市・つがる市・北津軽郡
五所川原 – 小泊線（中里・市浦庁舎経由）(55,H55)
- 五所川原営業所 - 五所川原駅前 - (つがる総合病院) - 敷島町 - 尻無 - 毘沙門 - 長富 - 嘉瀬 - 斜陽館前 - 芦野公園前 - 川倉 - 中里駅前 - 今泉 - 相内 - 市浦庁舎前 - 磯松 - 下前 - 小泊案内所
  - 2023年12月1日より、一部のバスについて、「つがる総合病院」を経由しなくなった[54]。
  - H55は「つがる総合病院」を経由。
  - 2024年4月1日より、土日祝日運休する便を設定した[50]。

五所川原 – 市浦庁舎線（十三経由）(53,H53,55)
- 五所川原営業所 - 五所川原駅前 - (つがる総合病院) - イオンモールつがる柏 - 木造高校前 - 有楽町 - 上菰槌 - 館岡 - 筒木坂 - 高山神社入口 - 車力 - 十三 -  中の島公園入口 - 市浦庁舎前 - 磯松 - 下前 - 小泊案内所[55]
  - 2023年4月1日より、最終バスについては終着を「市浦庁舎前」から「小泊案内所」に変更[56]。
  - 2023年12月1日より、一部のバスについて、「つがる総合病院」を経由しなくなった[54]。
  - H55は「つがる総合病院」を経由。
  - 「市浦庁舎前発小泊案内所行」のバスについては、路線番号「55」で運行。

五所川原 – 豊川線(541)
- 五所川原営業所 - 五所川原駅前 - 大町 - 川除 - 三好橋前 - 一本タモ - 稲垣支所前 - 豊川
  - 土日祝日運休(2023年12月1日より)[54]。

五所川原 – イオン柏 - 木造 - 出来島線(52)
- 五所川原営業所 - 五所川原駅前 - つがる総合病院 - イオンモールつがる柏 - 木造高校前 - しゃこちゃん温泉前 - 菊川 - 南広森 - 出来島北口
  - 土日祝日運休(2024年4月1日より)[50]。

広田団地線（木造高校行）(S53) 
- 市営住宅前 → みどり町3丁目 → コミュニティセンター前 → みどり町西口 → 姥萢南口 → 五所川原営業所前 → 本町 → 五所川原駅前 → 大町 → 寺町 → 沼田町 → 柏温泉前 → 稲盛村 → 木造高校前
  - 朝1便のみの運行。土日祝日運休。

飯詰線（561）
- 五所川原営業所 - 五所川原駅前 - つがる総合病院 - 南一ツ谷 - 一ツ谷 - 十川橋前 - 尻無 - 石畑 - 一の坪 - 飯詰駅通り - 飯詰十文字 - 下岩崎

藻川線 (542)
- 五所川原営業所 - 五所川原駅前 - つがる総合病院 - 五所川原第一中学校前 - 十川駅前 - オルテンシア前 - 若葉町 - 五所川原小学校前 - 田川 - 高瀬 - 下藻川
  - 2023年4月1日 - この日の運行から途中区間のルートを変更の上で、新規バス停(五所川原第一中学校前・若葉町)を設置、これはスクールバスの廃止に伴い、中学生の通学手段を確保するためにルートを変更[56][57]。

七和線(578)
- 五所川原営業所 - 五所川原駅前 - つがる総合病院 - 中央2丁目 - エルムの街 - アクオスプラザ五所川原前 - カブセンター五所川原店前 - 末広口 - 水野尾コミセン前 - 稲実 - 米崎 - 広田 - 下梅田 - 中央中泉 - 羽野木沢 - 上高野
  - 2023年4月1日 - この日の運行から「水野尾線」を「上高野」まで路線延長して、路線名を「七和線」に変更[56]。

五所川原市循環バス（エルム120円バス）
弘前駅 – 板柳線(43)
- 弘前バスターミナル - (弘前駅前) - 中央高校前 - 浜の町2丁目 - マックスバリュ弘前城北店前 - 三世寺 - 下青女子 - 旧板柳案内所
  - 旧板柳案内所発は「弘前駅前」が終点。

### 西津軽郡
弘前 – 鰺ヶ沢線（40）
- 弘前バスターミナル - (弘前駅前) - 中央高校前 - 浜の町2丁目 - 高杉南口 - 鬼沢南口 - 十腰内 - 天長園前 - 鳴沢駅通り - K2マート前 - 鯵ヶ沢病院 - 鯵ヶ沢駅前[58]
  - 鯵ヶ沢駅前発・天長園前発は「弘前駅前」が終点。

弘前 – 鰺ヶ沢線(弘前大学・実業高校経由聖愛高校行)（S40）
- 鯵ヶ沢本町 - 鯵ヶ沢駅前 - K2マート前 - 天長園前 - 十腰内 - 鬼沢南口 - 高杉南口 - 浜の町2丁目 - 中央高校前 - 弘前駅前 - 弘前大学前 - 実業高校前 - 聖愛高校
  - 朝1便のみ。土日祝日運休。土日祝日は、鯵ヶ沢駅前発弘前駅前行(40)として運行。

鰺ヶ沢 – 深浦線(830)
- 鯵ヶ沢営業所 - 鯵ヶ沢駅前 - 海の駅わんど - 漁師町 - 鯵ヶ沢中学校前 - 赤石駅前 - 牛島 - 北金ヶ沢駅前 - 千畳敷 - 大戸瀬駅前 - 深浦診療所前 - 深浦駅前 - 深浦役場前 - 弁天[59]

十二湖線(125)
- 不老ふ死温泉前 - ウェスパ椿山 - アオーネ白神十二湖 - 十二湖駅前 - 奥十二湖駐車場(青池)
- 4月中旬から11月末日までの運行。詳しい運行時期や時刻表については、弘南バスHPで確認[60]。

## 契約輸送

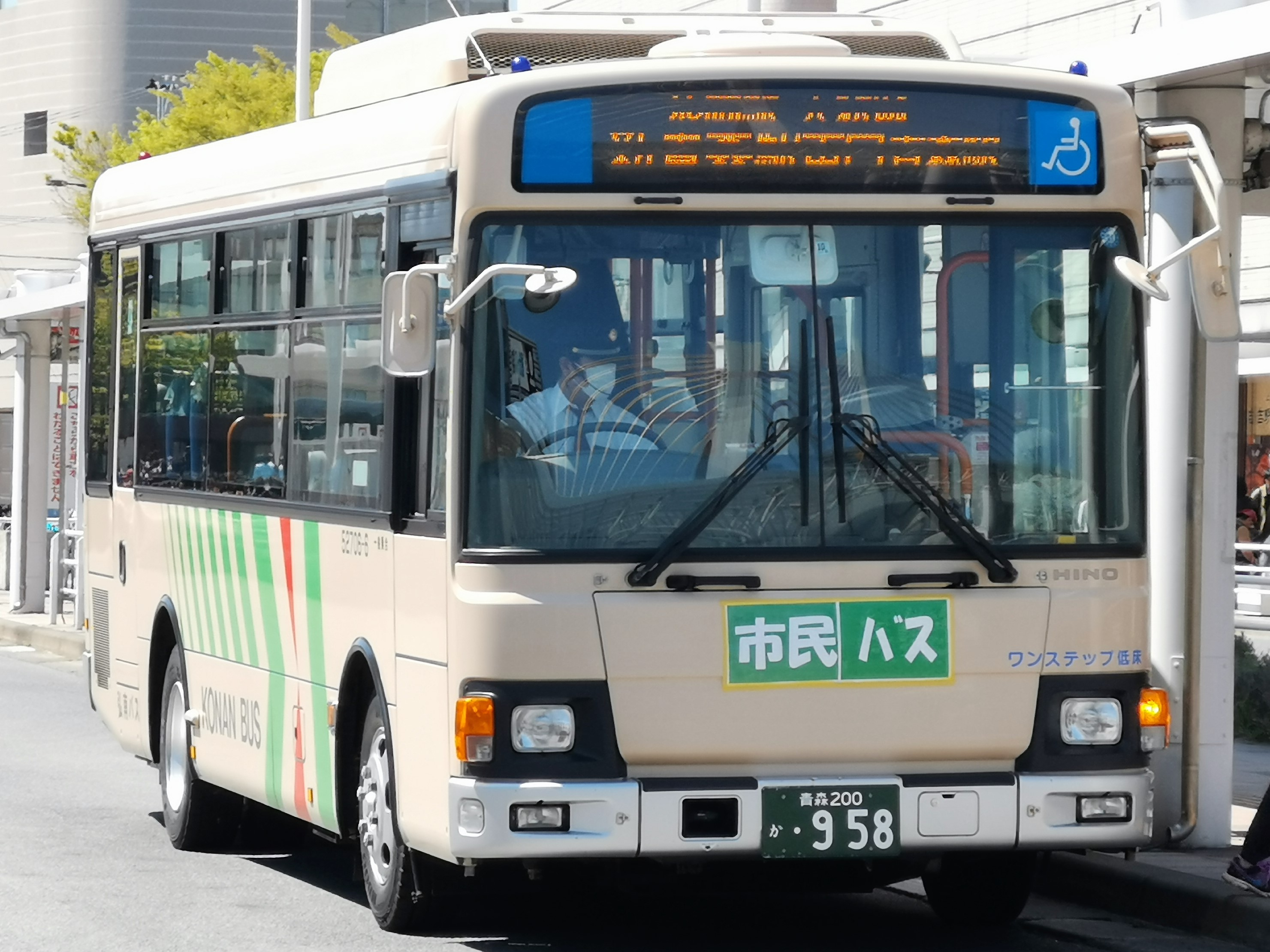
市民バスの運用についている車両

- イオンモールつがる柏 無料シャトルバス

- サカエ薬局 無料送迎バス

- 青森市市バス (青森市委託)

- 中泊町地域拠点連絡バス

- 五所川原市の一部の小学校児童の送迎[61]

## 廃止路線
ここでは、かつて弘南バスが運行していたが、廃止となった路線について取り上げる。なお、区間延長や短縮、経路変更された現行路線、現行路線に並行する区間便の廃止については、各営業所の当該路線に記述するものとする。

### 高速路線
特急 弘前 - 青森線
- 弘前バスターミナル - 弘前駅前（往路のみ停車） - バイパス日沼 - バイパス田舎館 - 黒石 - （黒石IC） - 牡丹平 - 羽黒平 - （青森IC） - 青森観光物産館
  - 所管：弘前営業所・青森営業所
  - 198x年 - 運行開始。
  - 199x年 - 廃止。
  - 2022年8月13日 - 同月9日に降った大雨の影響で、JR奥羽本線の浪岡 - 新青森間が不通となった事から、同日から16日まで、高速非経由の臨時便の形で復活運行した[62]。なお、停車バス停は、弘前バスターミナル - 弘前駅前（青森行は乗車のみ、青森発は降車のみのクローズドドアシステムを採る） - 浪岡駅前 - 新青森駅南口 - 青森駅前。

快速 弘前 - 青森線
- 弘前営業所 - 実業高校前 - 弘前大学前 - 弘前バスターミナル - 弘前駅前 - 藤崎青銀前 - 中島 - 浪岡 - （浪岡IC） - （東北自動車道経由） - （青森IC） - 青森大野 - 柳町通り - 県庁前 - 新町二丁目松木屋前 - 市役所前 - 合浦町 - 県病通り - 青森営業所
  - 所管：弘前営業所・青森営業所⇒弘前営業所
  - 199x年 - 「特急 弘前 - 青森線」の廃止による代替路線として運行開始。
  - 1999年3月 - 廃止。

特急「秋弘号」 青森・弘前 - 秋田線
- 青森駅前 - （青森IC） - （浪岡IC） - 浪岡 - 弘前バスターミナル - （大鰐弘前IC） - （碇ヶ関IC） - 鷹巣 - 能代 - （能代南IC） - （秋田北IC） - 秋田駅東口
  - 所管：弘前営業所⇒青森営業所
  - 2003年4月25日 - 弘前バスターミナル - 秋田駅東口間で運行開始。
  - 2003年7月25日 - 弘前 - 青森間を路線延長し、青森駅発着に変更。
  - 2004年3月4日 - 廃止。

特急 弘前 - 大館線
- さくら野弘前店 - 弘前バスターミナル - （大鰐弘前IC） - （碇ヶ関IC） - 陣場 - 白沢 - 特急釈迦内 - 大館駅前 - 秋北バスターミナル
  - 2003年3月21日 - 秋北バスと共同で運行開始。弘南側は弘前営業所が所管。
  - 2003年12月1日 - 弘南バスのみ撤退。
  - 2004年4月19日 - 廃止。

特急「南軽号」 弘前 - 八戸線
- 弘前バスターミナル - 浪岡 - （浪岡IC） - （青森東IC） - 東青森（ドライブインみちのく前） - （みちのく有料道路経由） - 道の駅しちのへ - 六戸役場通り - イオン下田ショッピングセンター前 - （下田百石IC） - （八戸北IC） - 八食センター前（弘南便のみ停車） - 十一日町／八日町 - 八戸ラピアバスターミナル
  - 弘南側の所管：高崎営業所⇒弘前営業所
  - 1994年12月22日 - 南部バスと共同で、東北自動車道・八戸自動車道経由で1995年1月15日までの期間限定で下記経路で運行開始。
    - 弘前バスターミナル - 弘前駅前 - （大鰐弘前IC） - 東北大鰐 - 花輪SA（休憩） - （安代JCT） - （八戸IC） - 馬場 - 十一日町／八日町 - 八戸ラピアバスターミナル

  - 1995年4月1日 - 運行期間を3月31日まで延長後、通年運行を開始。のちに「南軽号」の愛称が付与される。
  - 2003年12月1日 - 運行経路を東北自動車道・八戸自動車道経由から青森経由に変更。
  - 2005年4月1日 - 弘南バスが撤退し、南部バスの単独運行化（ただし、弘前バスターミナルにおける乗車券の販売業務は継続）。
  - 2010年6月27日 - 廃止。
- 利用状況

| 年度               | 運行日数 | 運行便数 | 年間輸送人員 | 1日平均人員 | 1便平均人員 |
| ------------------ | -------- | -------- | ------------ | ----------- | ----------- |
| 2003（平成15）年度 | 365      | 1,472    | 16,786       | 46.0        | 11.4        |
| 2004（平成16）年度 | 365      | 1,472    | 16,683       | 44.9        | 11.1        |

特急「スカイターン号」 弘前 - 東京線
- 弘前バスターミナル - （大鰐弘前IC） - （首都高速） - 浜松町バスターミナル - 品川バスターミナル
  - 2002年7月1日 - 京浜急行バスと共同で運行開始。弘南側は弘前営業所が所管。
  - 2006年9月1日 - 廃止。

### 主要路線
急行 弘前 - 大館線
- 弘前バスターミナル - 弘前駅前（往路のみ停車） - 上代官町（復路：中央通り一丁目） - 中央松森町 - 中央石川 - 大鰐待合所前 - 大鰐案内所 - 元長峰 - 碇ヶ関温泉会館前 - 相乗温泉前 - 日景温泉入口 - 陣場 - 白沢 - 釈迦内 - 大館駅前 - 秋北バスターミナル
  - 弘南側の所管：弘前営業所⇒藤代営業所
  - 1954年 - 秋北バスと共同で運行開始。
  - 1993年12月 - 県境を跨ぐ通し利用者の減少により廃止。

急行 津軽岩木スカイライン線
- 弘前バスターミナル（弘前駅前） - 市役所前公園入口 - 岩木町役場前 - 岩木山神社前 - 百沢温泉前 - 嶽温泉前 - 山麓ハウス - スカイライン八合目駐車場
  - 所管：弘前営業所
  - 1965年8月 - 運行開始。
  - 198x年 - 急行運転を取り止め、百沢温泉前 - 嶽温泉間を自由乗降制（フリー区間）とする。
  - 199x年 - 廃止。

急行 十和田西線
- 休屋線：弘前バスターミナル - 弘前駅前（往路のみ停車） - 畑中 - 黒石駅前 - 温湯 - 板留 - 虹の湖公園前 - 葛川 - 温川山荘前 - 滝ノ沢展望台 - 山の家 - 大川岱 - 和井内 - 十和田ホテル前 - 十和田湖バスターミナル
- 子の口線：弘前バスターミナル - 弘前駅前（往路のみ停車） - 畑中 - 黒石駅前 - 温湯 - 板留 - 虹の湖公園前 - 葛川 - 温川山荘前 - 滝ノ沢展望台 - 御鼻部山展望台 - 子の口キャンプ場 - 子の口
- 大鰐経由：弘前バスターミナル - 弘前駅前（往路のみ停車） - 大鰐南団地前 - 駒の台 - 軍馬平 - 小国 - 葛川 - 温川山荘前 - 滝ノ沢展望台 - 山の家 - 大川岱 - 和井内 - 十和田ホテル前 - 十和田湖バスターミナル
  - 所管：弘前車庫⇒弘前営業所⇒和徳営業所⇒高崎営業所⇒弘前営業所
  - 1959年8月1日 - 運行開始。
  - 2002年4月1日 - 廃止（最終運行は2001年11月4日）。

急行・準急・普通 弘前 - 青森線
- 弘前バスターミナル - （往路のみ：弘前駅前 - 上土手町 - 中央通り一丁目） - 代官町 - 和徳北口 - 撫牛子 - 豊蒔入口 - 百田 - （急行：舟場角 - ／準急・普通：藤崎表町 - 藤崎青銀前 - 葛野 - ／ジャスコ経由：藤崎表町 - 藤崎青銀前 - 西葛野 - ジャスコシティ藤崎 - ）矢沢 - 中島 - 榊 - 水木 - 女鹿沢 - 浪岡 - 浪岡警察署前 - 高屋敷 - 徳才子 - 大釈迦北口 - 鶴ヶ坂駅前 - 戸門 - 雪印工場前 - 新城駅前 - 西部市民センター前 - 西高校前 - 松ヶ丘保養園前 - 三内霊園前 - 石江 - あすなろ学園前 - マツダ自動車前 - ヤクルト前 - 西滝 - 西上古川 - 上古川 - 古川 - 平和通り中三前（復路：八甲通り） - 新町二丁目松木屋前 - 市役所前 - 文化会館前 - 栄町一丁目 - 合浦町 - 県病通り - 青森営業所
  - 所管：弘前営業所・青森営業所
  - 1948年 - 運行開始。
  - 1949年 - 運行休止。
  - 1950年 - 運行再開。
  - 1999年3月 - 廃止。
  - 2000年3月 - 路線復活。
  - 2002年8月10日 - 廃止。

弘前市内定期観光
- 1960年頃：弘前駅前 - 最勝院五重塔 - 長勝寺 - 弘前公園・弘前城 - かくはデパート
- 1965年頃：弘前駅前 - 最勝院五重塔 - りんご園 - 長勝寺 - 弘前公園・弘前城 - 弘前駅前
- 1970年頃：弘前駅前 - 最勝院五重塔 - 緑ヶ丘ホテル（焼りんご試食） - 長勝寺 - 弘前公園・弘前城 - 弘前駅前
- 1985年頃：弘南ビルバスターミナル - 弘前駅前 - 革秀寺 - 長勝寺 - 清風園松野コレクション - 最勝院五重塔 - 弘前公園 - 弘前博物館 - 弘前城天守閣 - 津軽藩ねぷた村 - 弘前駅前
- Aコース：弘前バスターミナル - 弘前駅前 - 最勝院五重塔（車窓） - 長勝寺 - 藤田記念庭園 - 弘前公園・弘前城 - 津軽藩ねぷた村 - 市立観光館（解散） - （路線バス） - 弘前駅前
- Bコース：弘前バスターミナル - 弘前駅前 - 長勝寺 - （アップルロード経由） - 高照神社 - 岩木山神社 - 嶽温泉（昼食） - 弘前公園・弘前城 - 津軽藩ねぷた村 - 弘前バスターミナル
  - 1955年 - 運行開始。
  - 2001年11月4日 - 廃止。
  - 2002年8月3日 - 5日 - Bコースのみ復活運行。

五所川原 - 青森空港線
- 五所川原営業所 - ホテルサンルートパティオ五所川原 - 五所川原駅前 - パークイン五所川原エルムシティ - ごしょがわら市農協前 - 福山 - 豊成 - 俵元 - 狼野長根 - 大釈迦駅通り - 青森空港
  - 1997年11月10日[63] - 下記経路で運行開始。
    - 往路：五所川原営業所 - エルムの街 - 五所川原駅前 - 西北病院前 - 東芝メディア機器前 - 日立津軽工場前 - 青森空港
    - 復路：青森空港 - 日立津軽工場前 - 東芝メディア機器前 - 五所川原駅前 - 西北病院前 - エルムの街 - 五所川原営業所

  - 2004年 - 五所川原駅前 - パークイン五所川原エルムシティ - 青森空港に再編。
  - 2006年12月1日 - 再々編、「ホテルサンルートパティオ五所川原」、「ごしょがわら市農協前」停留所を設置。
  - 2012年11月30日 - 廃止。

### 弘前管内
弘前駅 - 長勝寺線
- 弘前駅前 - 下土手町（復路：中央通り二丁目） - 青森銀行前 - 大学病院前 - 市役所前公園入口 - 茂森町 - 六角堂前 - 長勝寺
  - 所管：藤代営業所
  - 1970年代後半 - 廃止。

小栗山 - 浜の町線
- 弘前営業所 - 小栗山 - 千年公民館前 - 松原 - 実業高校前 - 三中校前 - 弘前大学前 - 住吉入口 - 下土手町1[36]（復路：中央通り二丁目） - 弘前文化センター前 - 中央高校前 - 亀の甲門前 - 浜の町 - 藤代営業所
  - 所管：弘前営業所
  - 197x年 - 運行開始。
  - 199x年 - 廃止。

学園町 - 駒越線
- 学園町 - 北園町 - 三中校前 - 弘前大学前 - 住吉入口 - 下土手町2[36] - 大学病院前 - 市役所前公園入口 - 工業高校前 - 城西四丁目 - 駒越 - 藤代営業所
  - 所管：高崎営業所⇒和徳車庫
  - 200x年 - 廃止。

弘前 - 糠坪線
- 弘前バスターミナル（弘前駅前） - 中央高校前 - 亀の甲門前 - 浜の町 - 石渡 - 独弧 - 下高杉 - 上高杉 - 糠坪
  - 所管：藤代営業所⇒藤代車庫・板柳案内所
  - 2003年4月1日 - 「楢の木経由 堂ヶ沢線」との統合により廃止。

弘前駅 - 城東団地線
- 往路：弘前駅前 - 弘前バスターミナル前 - 上代官町 - 中央松森町 - 楮町 - 城東二丁目 - 城東北三丁目 - 弘前ビブレ（さくら野弘前店）
- 復路：弘前ビブレ（さくら野弘前店） - 城東北三丁目 - 城東二丁目 - 楮町 - 中央松森町 - 下土手町1[36] - 中央通り二丁目 - 弘前バスターミナル前 - 弘前駅前
  - 所管：高崎営業所⇒和徳車庫
  - 2003年4月1日 - 「城東循環100円バス」の運行開始に伴い廃止。

直行便 弘前駅 - 弘前ビブレ（さくら野弘前店）線
- 弘前駅前 - 弘前バスターミナル前 - 代官町 - 弘南バス本社前 - 和徳東口 - 城東北一丁目 - 城東北三丁目 - 弘前ビブレ（さくら野弘前店）
  - 所管：高崎営業所⇒和徳車庫
  - 2003年4月1日 - 「城東循環100円バス」の運行開始に伴い廃止。

和徳経由 弘前駅 - 藤代営業所線
- 弘前駅前 - 弘前バスターミナル前 - 代官町 - 横町入口 - 弘前文化センター前 - 中央高校前 - 亀の甲門前 - 浜の町 - 藤代営業所
  - 所管：藤代営業所⇒藤代車庫
  - 2003年4月1日 - 廃止。

藤崎 - 藤代営業所線 （藤崎環状線）
- （藤代営業所 - 浜の町 - 亀の甲門前 - 中央高校前 - 弘前文化センター前 - 横町入口 - 和徳十文字 - 撫牛子 - 豊蒔入口 - 百田 - 舟場角 - ）藤崎駅通り - 藤崎青銀前 - 藤崎表町 - 百田 - 豊蒔入口 - 撫牛子 - 和徳十文字 - 横町入口 - 弘前文化センター前 - （電話局・裁判所を経由） - 市役所前公園入口 - 工業高校前 - 城西四丁目 - 駒越 - 藤代営業所
  - 所管：藤代営業所⇒板柳案内所
  - 197x年 - 「藤崎環状線」の運行開始。
  - 19xx年 - 藤代営業所 - 浜の町 - 藤崎駅通り間を廃止、「藤崎 - 藤代営業所線」となる。
  - 2003年4月1日 - 廃止。

弘前駅 - 城西団地線
- 弘前バスターミナル - 弘前駅前 - 下土手町2[36] - 大学病院前 - 市役所前公園入口 - 工業高校前 - 城西四丁目 - 県公舎前 - 南袋町入口 - 市役所前公園入口 - 大学病院前 - 青森銀行前 - 中央通り二丁目 - 弘前バスターミナル前 - 弘前駅前
  - 所管：藤代車庫
  - 2004年4月1日 - 廃止。

弘前駅 - 松原環状線
- 門外経由：弘前駅前 - 弘前バスターミナル前 - 上代官町 - 中央松森町 - 取上 - 大清水 - 門外西口 - 清水森入口 - 広野一丁目 - 松原 - 実業高校前 - 三中校前 - 弘前大学前 - 住吉入口 - 中央通り一丁目 - 弘前バスターミナル前 - 弘前駅前
- 富田経由：弘前駅前 - 弘前バスターミナル前 - 上代官町 - 住吉入口 - 弘前大学前 - 三中校前 - 松原 - 広野一丁目 - 清水森入口 - 門外西口 - 大清水 - 取上 - 中央松森町 - 中央通り一丁目 - 弘前バスターミナル前 - 弘前駅前
  - 所管：和徳営業所⇒高崎営業所⇒弘前営業所
  - 2004年12月1日 - 廃止。

弘前駅 - 国立病院線
- 弘前駅前 - 弘前バスターミナル前 - 上代官町（復路：中央通り一丁目） - 住吉入口 - 国立病院前
  - 所管：弘前営業所・黒石営業所
  - 2004年12月1日 - 運行開始。
  - 2005年12月1日 - 廃止。

三世寺温泉 - 南高校線
- 三世寺温泉前 - 三省小学校前 - 中崎 - 石渡 - 田中 - 藤代営業所 - 駒越 - 工業高校前 - 覚仙町 - 茂森町 - 山観通り - 茂森新町 - 樹木 - 若葉一丁目 - 清水三丁目 - 南高校前
  - 所管：高崎営業所⇒和徳車庫
  - 2005年12月1日 - 廃止。（冬期のみの運行で、実際の運行は2005年の春休み前に終了していた。）

夕顔関経由 弘前 - 板柳線
- 往路：弘前バスターミナル - 中土手町 - 下土手町1[36] - 弘前文化センター前 - 横町入口 - 市民生協前 - 弘愛会病院前 - 撫牛子 - 百田 - 藤崎表町 - 藤崎青銀前 - 西葛野 - ジャスコ藤崎店 - 藤崎中学校前 - 中野目 - 俵枡 - 常海橋 - 夕顔関 - 小阿弥支所前 - 五幾形 - いたや町 - 大町 - 板柳駅通り - 板柳案内所
- 複路：板柳案内所 - 板柳駅通り - 大町 - いたや町 - 五幾形 - 小阿弥支所前 - 夕顔関 - 常海橋 - 俵枡 - 中野目 - 藤崎中学校前 - 西葛野 - ジャスコ藤崎店 - 藤崎青銀前 - 藤崎表町 - 百田 - 撫牛子 - 弘愛会病院前 - 市民生協前 - 代官町 - 弘前バスターミナル
  - 所管：板柳案内所・弘前営業所⇒板柳案内所・和徳営業所⇒板柳案内所・高崎営業所⇒板柳案内所・和徳車庫⇒和徳車庫・藤代車庫
  - 2009年12月1日 - 廃止。

板柳 - 十腰内線
- 板柳案内所 - 板柳駅通り - 下青女子 - 種市十文字 - 新和 - 小友 - 貝沢 - 大森 - 裾野中学校前 - 十面沢 - 十腰内 - 天長園前
  - 所管：板柳案内所⇒五所川原営業所・藤代車庫
  - 199x年 - 区間便の「板柳 - 大森線」を廃止。
  - 2010年4月1日 - 廃止。

弘前 - 相馬・藍内線
- 弘前バスターミナル（弘前駅前） - 大学病院前 - 市役所前公園入口 - 茂森新町 - 悪戸 - 青柳 - 湯口 - 五所局前 - 相馬中学校前 - 紙漉沢 - 藤沢 - 相馬（ - 桐の木沢 - 立石 - 富田 - 藍内）
- 聖愛高校線：相馬 - 藤沢 - 紙漉沢 - 相馬中学校前 - 五所局前 - 湯口 - 青柳 - 悪戸 - 茂森新町 - 樹木 - 緑が丘 - 西が丘 - 西弘前駅前 - 三中校前 - 実業高校前 - 聖愛高校前
  - 1996年2月2日 - 相馬 - 藍内間を住民参加型路線[64] として路線延長。
  - 2014年2月1日 - 弘前市地域公共交通会議による相馬地区の路線再編により廃止。

弘前 - 水木在家（ロマントピア）線
- 弘前バスターミナル（弘前駅前） - 大学病院前 - 市役所前公園入口 - 茂森新町 - 悪戸 - 青柳 - 湯口 - 五所局前 - 水木在家入口 - 桜井 - ロマントピア前
  - 1996年12月 - 運行開始[65]。
  - 2014年2月1日 - 弘前市地域公共交通会議による相馬地区の路線再編により廃止。

茂森経由 弘前駅 - 桜ヶ丘線
- 往路：弘前バスターミナル - 弘前駅前 - 下土手町2[36] - 本町 - 大学病院前 - 市役所前公園入口 - 茂森町 - 山観通り - 茂森新町 - 樹木 - ニチロ前 - 清水三丁目 - 清水交流センター前 - 桜ヶ丘団地前 - 県営住宅前 - 桜ヶ丘案内所
- 復路：桜ヶ丘案内所 - 県営住宅前 - 桜ヶ丘団地前 - 清水交流センター前 - 清水三丁目 - ニチロ前 - 樹木一丁目 - 四中校前 - 新寺町角 - 茂森町 - 市役所前公園入口 - 大学病院前 - 本町 - 青森銀行前 - 中央通り二丁目 - 弘前バスターミナル前 - 弘前駅前
  - 2014年2月1日 - 弘前市地域公共交通会議による相馬地区の路線再編に伴う重複区間の見直しにより廃止。

弘前 - 賀田線
- 真土経由：弘前バスターミナル（弘前駅前） - 大学病院前 - 市役所前公園入口 - 工業高校前 - 城西四丁目 - 駒越 - 駒越平田 - 真土 - 鳥井野 - 派立 - 兼平 - 海洋センター前 - 岩木小学校前 - 賀田十文字（復路：岩木郵便局前） - 津軽中学校通り
  - 午前の往路便は「駒越平田」始発。
  - 所管：藤代車庫
  - 196x年 - 「弘前 - 兼平線」の運行開始。
    - 弘南バス本社 - 桜大通り - 市役所前公園入口 - 茂森新町 - 悪戸 - 青柳 - 湯口 - 鳥井野 - 派立 - 兼平

  - 198x年 - 「弘前 - 兼平線」を経路変更し、「弘前 - 真土線」に再編。
  - 19xx年 - 「弘前 - 真土線」を藤代営業所まで路線延長。
    - 弘南ビルバスターミナル - 一番町ハイローザ前（復路：桜大通り） - 市役所前公園入口 - 駒越 - 岩木高校前 - 熊島 - 岩木町役場前 - 岩木診療所前 - 五代 - 兼平 - 派立 - 鳥井野 - 真土（ - 駒越保育園前 - 藤代営業所）

  - 200x年 - 「弘前 - 真土線」を経路変更し、「真土経由 弘前 - 賀田線」に再編。
  - 2008年12月1日 - 運行本数を4往復から2往復に減便。
  - 2017年3月31日 - この日の運行をもって、廃止[66]。

川先線
- 弘前駅前 - 東高校前 - 弘前年金事務所前 - 弘前駅城東口 - さくら野弘前店
  - 2017年9月30日 - 「城東安原線」開設に伴い、この日の運行をもって廃止[67]。

小比内線
- 弘前駅前 - 東高校前 - 中央小比内 - サンライフ - 弘前駅城東口 - さくら野弘前店
  - 2017年9月30日 - 「城東安原線」開設に伴い、この日の運行をもって廃止[67]。

弘前 - 平賀線
- 弘前バスターミナル - 上代官町（復路：中央通り一丁目） - 中央松森町 - 取上 - 大清水 - 門外 - 川合 - 館田 - 大坊温泉 - 大坊十文字 - 岩館 - 石川学校前 - 石川入口 - 薬師堂北口
  - 2018年9月30日で、見直しに伴い路線廃止[68]。

弘前 - 尾上線
- 弘前バスターミナル - 弘前駅前 - 上土手町 - 和徳小学校通り - 高崎二丁目 - 境関 - 日沼 - 八幡崎 - 猿賀神社前 - 盛美園前 - 尾上駅前
  - 2018年11月30日で、路線廃止[69]。

福田線 (下土手町経由) 
- (往路) 弘前駅前 - 弘前バスターミナル前 - 上代官町 - 城東３丁目 - 新里 - 福田 - さくら野弘前店前 - 弘前駅城東口
- (復路) 弘前駅城東口 - さくら野弘前店前 - 田園 - 新里 - 城東３丁目 - 上土手町 - 下土手町 - 中央通り２丁目 - 弘前駅前
  - 2019年3月29日 - 「弘前市再編実施計画」に伴い、この日の運行をもって廃止[70]。

浜の町線
- 弘前バスターミナル - 弘前駅前 - 上土手町 - 中土手町 - 下土手町 - 上元寺町 - 文化センター前 - 亀の甲門前 - 浜の町２丁目 - 藤代営業所
  - 2021年3月31日 - 「石渡線」開設に伴い、この日の運行をもって廃止[71]。

弘前 - 船沢・三ツ森線
- 弘前バスターミナル - 弘前駅前 - 上土手町 - 中土手町 - 下土手町 - 上元寺町 - 文化センター前 - 石渡 - 藤苗 - 小島 - 富栄 - 船沢(富栄 - 三ツ森 - 藤代)
  - 2021年3月31日 - この日の運行をもって廃止[72]。

岩賀線
- 弘前バスターミナル - 弘前駅前 - 城北 - 岩賀
  - 2023年3月31日 - この日の運行をもって廃止[73]。

神田線（福祉センター経由）
- 弘前バスターミナル - 社会福祉センター - 神田
  - 2023年3月31日 - この日の運行をもって廃止[73]。

弘前 - 相馬線(りんご公園経由)
- 弘前バスターミナル - 弘前駅前 - 下土手町2 - 大学病院前 - 市役所前 - 覚仙町 - 茂森新町 - りんご公園 - 悪戸 - 湯口 - 相馬庁舎
  - 2023年10月31日 - この日の運行をもって、西目屋役場線に統合のため廃止[52]。

ためのぶ号 （4月～11月運行、一部200円区間がある）
- - 2024年3月31日 - 廃止[74]。

### 五所川原管内
横萢経由 五所川原 - 鶴田線
- 五所川原営業所 - 五所川原駅前 - 五所川原営業所前 - 姥萢 - みどり町 - コミュニティセンター前 - 広田 - 梅田 - 横萢 - 松倉 - 鶴田高校通り - 鶴田駅前 - 鶴田公民館南口
  - 所管：五所川原営業所
  - 2006年11月30日 - 廃止。

新宮経由 五所川原 - 四中校線
- 五所川原営業所 - 五所川原駅前（往路のみ停車） - 末広町 - 新宮 - 川山 - 四中校前
  - 所管：五所川原営業所
  - 2006年11月30日 - 「藻川線 (種井経由) 」の運行開始に伴い廃止。

五所川原 - 高野線
- （五所川原営業所 - ）五所川原駅前 - 五所川原営業所前 - （コミュニティセンター前 - ）広田 - 梅田北口 - 原子 - 東高校通り - 上高野
  - 所管：五所川原営業所
  - 2006年12月1日 - 「高野東高校環状線」の運行開始に伴い廃止。

五所川原 - 東高校線
- （五所川原営業所 - ）五所川原駅前 - 商業高校前 - 松島五丁目 - 悪戸口 - 水野尾 - 野里 - 二中校前 - 東高校前
  - 所管：五所川原営業所
  - 2006年12月1日 - 「高野東高校環状線」の運行開始に伴い廃止。（区間便の「松島団地線」「水野尾線」「二中校線」も同時に廃止）

五所川原 - 青森職業能力開発短期大学校線
- 五所川原営業所 - 五所川原駅前 - 商業高校前 - 松島五丁目 - 悪戸口 - 悪戸 - 若山 - 青森職業能力開発短期大学校前
  - 所管：五所川原営業所
  - 2006年12月1日 - 「飯詰能開短大環状線」の運行開始に伴い廃止。

五所川原 - 飯詰線
- 五所川原営業所 - 五所川原駅前（往路のみ停車） - 敷島町 - 尻無 - 一の坪 - 飯詰 - 下岩崎
  - 所管：五所川原営業所
  - 2006年12月1日 - 「飯詰能開短大環状線」の運行開始に伴い廃止。

金木 - 富萢・中里高校線
- 金木営業所 - 金木駅前 - 下不動林 - 蒔田 - 繁田 - 船越 - 下繁田 - 下車力 - 二軒町 - 富萢（ - 中里高校前）
  - 所管：金木案内所⇒弘南サービス金木営業所⇒金木車庫
  - 2008年4月1日 - 廃止。

金木 - 稲垣・牛潟線
- 金木営業所 - 金木駅前 - 下不動林 - 蒔田 - 繁田 - 家調 - 野末 - 豊川 - 稲垣温泉前 - 稲垣支所前 - 元増 - 福富 - 上派立 - 砂山 - 高山神社入口
  - 所管：金木案内所⇒弘南サービス金木営業所⇒金木車庫
  - 2008年4月1日 - 廃止。

金木 - 田茂木・長泥線　
- 金木案内所 - 金木駅前 - 下不動林 - 蒔田 - 富野 - 田茂木（ - 中長泥）
  - 所管：金木案内所⇒弘南サービス金木営業所⇒金木車庫⇒五所川原営業所
  - 2009年4月1日 - 廃止。

金木 - 喜良市線
- 金木案内所 - 金木駅前 - 岩見町 - 本町 - 川端町 - 嘉瀬駅前
  - 所管：金木案内所⇒弘南サービス金木営業所⇒金木車庫⇒五所川原営業所
  - 2009年4月1日 - 廃止。

五所川原 - 板柳線（柏木経由）
- （五所川原営業所 - ）五所川原駅前 - 五所川原営業所前 - 広田 - 梅田口 - 横萢 - 柏木 - 小阿弥支所前 - 大俵 - 板柳高校前 - 大町 - 板柳駅通り - 板柳案内所
  - 所管 : 板柳案内所⇒五所川原営業所
  - 2016年10月1日 - 廃止。

 五所川原 - 鶴田線 （廻堰経由） 
- 五所川原営業所 - 五所川原駅前（往路のみ停車） - 大町 - 鷺坂 - 古川 - 柏支所前 - 下桑野木田 - 廻堰 - 間山通り - 鶴寿橋前 - 鶴田駅前 - 鶴遊館
  - 所管 : 五所川原営業所
  - 2009年10月1日 - 廻堰十文字 - 津軽富士見荘間を廃止（区間廃止）。
  - 2018年10月1日 - 廃止[68]。旧柏村内区間はつがる市地域内交通柏線に移管。

 五所川原 - 南広森線 （越水経由） 
- 五所川原営業所 - 五所川原駅前（往路のみ停車） - 大町 - 柏温泉前 - 稲盛村 - 木造高校前 - 木造駅通り[75] - 有楽町（復路：千代町） - しゃこちゃん温泉前 - 木造 - 浦船団地入口 - 柴田神社前 - 近野 - 福原 - 三ツ館 - 越水 - 吹原 - 南広森
  - 所管 : 五所川原営業所
  - 2018年10月1日 - 廃止[68]。旧木造町内区間はつがる市地域内交通吹原線に移管。

 五所川原 - 下繁田線（再賀経由） 
- 五所川原営業所 - 五所川原駅前（往路のみ停車） - 大町 - 柏温泉前 - 稲盛村 - 木造高校前 - 木造駅通り - 有楽町（復路：千代町） - 木造 - 林 - 再賀 - 稲垣支所前 - 元増 - 穂積 - 家調 - 繁田 - 船越 - 下繁田西口
  - 所管 : 五所川原営業所
  - 2018年10月1日 - 廃止[68]。旧稲垣村内区間はつがる市地域内交通下繁田再賀線に移管。

 五所川原 - 藻川線 （種井経由） 
- 五所川原営業所 - 五所川原駅前 - 大町 - 本町 - つがる総合病院前 - 柏原町 - 末広町 - 新宮 - 若葉二丁目 - 若葉一丁目 - 森の家前 - 県営住宅前 - 中泊 - 種井 - 川山西口 - 福井通り - 二見 - 農協前 - 三好支所前 - 三好橋 - 上藻川 - 下藻川入口 - 藻川 - 藻川西口 - 藻川北口 - 下藻川
  - 所管 : 五所川原営業所
  - 2018年12月1日 - 廃止。[76]

 金木線 
- 嘉瀬駅前 - 川端町 - 南本町 - 本町 - 林町 - 製材所前 - 岩見町 - 昭和町 - 高校通り - 金木駅前 - 役場前 - 米町 - 金木病院前 - 斜陽館前 - 金木タウンセンター - 下不動林 - 上不動林 - 沢部 - 蒔田 - 蒔田西口 - 神原
  - 所管 : 金木案内所⇒弘南サービス金木営業所⇒金木車庫⇒五所川原営業所
  - 2018年12月1日 - 廃止。[76]

飯詰能開短大環状線 (南廻り線・北廻り線) 
- 五所川原営業所 - 栄町 - 市営住宅前 - 田町 - 新町 - 本町 - 五所川原駅前 - 布屋町 - 鎌谷町 - 商業高校前 - 松島一丁目 - 松島二丁目 - 松島四丁目 - 松島五丁目 - 松島八丁目 - 石岡 - 二本柳 - 稲実入口 - 稲実 - 三ツ屋口 - 水野尾 - 水野尾北口 - 末広口 - 悪戸口 - 悪戸 - 田中 - 金山 - 金山東口 - 老人ホーム青山荘前 - 大開入口 - 津軽金山焼前 - 若山 - 平町 - 能開短大 - 飯詰十文字 - 飯詰支所前 - 五本松 - 下岩崎 - 飯詰駅通り - 一の坪 - 石畑 - 尻無 - 十川橋前 - 下平井町 - 敷島町 - 旭町 - 五所川原駅前 - 布屋町 - 田町 - 栄町 - 五所川原営業所(南廻り線・北廻り線は、五所川原駅前から反対の経路で運行)
  - 所管 : 五所川原営業所
  - 2020年4月1日 - 廃止。この日から経由地を変更して新しい「飯詰線」の運行を開始。[77]

高野環状線(南廻り線・北廻り線)
- 五所川原営業所 - 栄町 - 市営住宅前 - 田町 - 新町 - 本町 - 五所川原駅前 - 布屋町 - 田町 - 栄町 - 五所川原営業所 - 姥萢 - 姥萢南口 - みどり町西口 - みどり町四丁目 - コミュニティセンター前 - 広田 - 梅田北口 - 梅田口 - 下梅田 - 中央中泉 - 二中校通り - 下持子沢 - 上持子沢 - 高野北口 - 高野 - 上高野 - 羽ノ木沢 - 原子 - 俵元 - 野里南口 - 野里 - 長橋支所 - 神山 - 少年自然の家入口 - 上松野木 - 松野木 - 福岡東口 - 福岡 - 福岡西口 - 水野尾 - 水野尾北口 - 末広口 - 悪戸口 - 米田 - 吹畑 - 松島五丁目 - 松島八丁目 - 松島一丁目 - 商業高校前 - 鎌谷町 - 五所川原駅前 - 布屋町 - 田町 - 栄町 - 五所川原営業所(南廻り線・北廻り線は、五所川原駅前から反対の経路で運行)
  - 所管 : 五所川原営業所
  - 2020年4月1日 - 廃止。この日から経由地を変更して新しい「水野尾線」の運行を開始。[77]

木造北口－五所川原線
- 木造北口 - 朝日町 - かっぱ広場 - 木造 - 千代町 - 旧つがる警察署前 - 木造高校前 - 玉水 - 上玉水 - 稲盛村 - イオンモールつがる柏 - 柏温泉前 - 水屋 - 沼田町 - 寺町 - 大町 - 五所川原駅前 - 布屋町 - 田町 - 市営住宅前 - 栄町 - 五所川原営業所
  - 所管 : 五所川原営業所
  - 2020年4月1日 - 廃止。[77]

 中里駅前 - 奥津軽いまべつ駅前線 （あらま号）
- 津軽中里駅前 - 薄市 - 今泉 - 大平 - 奥津軽いまべつ駅前
  - 所管 : 五所川原営業所
  - 2016年3月26日 - 北海道新幹線開業により、運行開始。
  - 2020年10月1日 - 廃止[78]。

藻川線（高瀬・若葉経由）
- 五所川原営業所 - 五所川原駅前 - つがる総合病院 - 末広町 - 県営住宅前 - 五所川原小学校前 - 田川 - 高瀬 - 下藻川
  - 2023年4月1日 - この日の運行から途中区間のルートを変更(柏原町 - 県営住宅前の経由を廃止)[56]。

水野尾線
- 五所川原営業所 - 五所川原駅前 - つがる総合病院 - 中央2丁目 - エルムの街 - アクオスプラザ五所川原前 - カブセンター五所川原店前 - 末広口 - 水野尾コミセン前
  - 2023年3月31日 - この日の運行をもって水野尾線を廃止し、4月1日からは区間延長して七和線として運行開始[56]。

五所川原市循環バス五所川原駅前 - エルムの街線
- 五所川原駅前 → つがる総合病院前 → 大町 → 五所川原市役所前 → 田町（東北電力前) → 市営住宅前 → 中央2丁目 → エルムの街
- エルムの街 → 中央2丁目 → 市営住宅前 → 田町（東北電力前) → 五所川原市役所前 → つがる総合病院前 → 大町 → 五所川原駅前
  - 2023年11月30日 - 廃止。その代わりに、五所川原 - 青森線の一部のバスを、五所川原駅前からエルムの街まて運行[79] 。

### 黒石管内
黒石市内線（黒石 - 病院線）
- 黒石駅前 - 浜町（復路：一番町通り - 市役所前） - 前町 - 中央山形町 - 東町 - 黒石病院前 - 黒石営業所
  - 所管：黒石営業所
  - 2002年5月21日 - 「黒石市回遊バスぷらっと号」の運行開始に伴い廃止。

黒石 - 派村線
- 黒石駅前 - ぐみの木 - 緑ヶ丘団地 - 馬場尻 - 派村 - 馬場尻 - 小屋敷 - 並木精密前 - 黒石営業所
  - 所管：黒石営業所
  - 2006年4月1日 - 「黒石市回遊バスぷらっと号・北コース」の運行開始に伴い廃止。

黒石駅 - 長坂環状線
- 上十川経由：黒石駅前 - 浜町 - 商業高校前 - 上十川 - 派立子 - 長坂 - 美原町 - 中央山形町 - 前町 - 市役所前 - 一番町通り - 黒石駅前
- 山形町経由：黒石駅前 - 浜町 - 前町 - 中央山形町 - 美原町 - 長坂 - 派立子 - 上十川 - 商業高校前 - 浜町 - 市役所前 - 一番町通り - 黒石駅前
  - 所管：黒石営業所
  - 1980年4月27日 - 「長坂線」として運行開始[80]。
  - 2006年4月1日 - 「黒石市回遊バスぷらっと号・長坂コース」の運行開始に伴い廃止。

黒石 - 大鰐・相乗線
- （黒石営業所 - ）黒石駅前 - 追子の木 - 尾上 - 小和森 - 平賀 - 柏木小学校前 - 薬師堂 - 乳井神社前 - 鯖石 - 宿川原 - 弘南大鰐駅入口 - 大鰐 - 大鰐南団地前（ - 長峰 - 唐牛 - 碇ヶ関駅前 - 舟岡 - 湯ノ沢入口 - 相乗）
  - 所管：黒石営業所・大鰐案内所⇒弘南サービス大鰐営業所⇒大鰐車庫
  - 1931年 - 上原呉服店（上原バス）が上原呉服店前（黒石） - 蔵館（大鰐）間の運行を開始。
  - 1937年2月11日 - 上原バスの買収に伴い、弘南鉄道自動車部へ移管。
  - 1941年4月17日 - 弘南鉄道から自動車部の分離に伴い、弘前乗合自動車（現・弘南バス）へ移管。
  - 1943年 - 蔵舘バスの買収に伴い、一部の便を碇ヶ関まで路線延長。
  - 199x年 - 弘南サービスに移管。黒石営業所 - 黒石駅前間、大鰐南団地 - 相乗間を廃止。
  - 2006年4月1日 - 弘南バスに移管。
  - 2008年4月1日 - 廃止。

浪岡駅 - 王余魚沢線
- 浪岡駅前 - 浪岡病院前 - 浪岡 - 役場通り - 中世の館前 - 五本松 - 羽黒平 - 松山 - 神社前 - 王余魚沢
  - 所管：黒石営業所
  - 1988年 - 青森市営バスより移管。
  - 1990年代後半 - 廃止。

浪岡駅 - 細野線
- 浪岡駅前 - 浪岡病院前 - 浪岡 - 役場通り - 北中野 - 源常平 - 下相内 - 細野 - 日倉石 - 細野 - 上一ツ森
  - 所管：黒石営業所
  - 1990年代前半 - 廃止。
  - 1995年4月8日 - 住民参加型路線として運行再開。
  - 2003年7月10日 - 廃止。

黒石 - 浪岡 - 高野線(馬場尻経由)
- 黒石駅前 - ぐみの木 - 馬場尻 - 小屋敷 - 飛内 - 浪岡高校前 - 浪岡病院前 - 国立青森病院 - 樽沢 - 上高野
  - 所管：黒石営業所
  - 2020年11月30日 - 他の路線と統合のために廃止。[81]

黒石 - 浪岡線(本郷経由)
- 黒石駅前 - 野添 - 商業高校前 - 上十川 - 六郷中学校前 - 竹鼻 - 本郷小学校前 - 北中野 - 浪岡病院前 - 浪岡駅前
  - 所管：黒石営業所
  - 2020年11月30日 - 他の路線と統合のために廃止。[81]

浪岡駅 - 黒石駅前 - 黒石病院線
- 浪岡駅前 - 浪岡病院前 - 北中野 - 本郷小学校前 - 竹鼻 - 六郷中学校前 - 上十川 - 商業高校前 - 野添 - 黒石駅前 - 黒石病院前
  - 所管：黒石営業所
  - 2020年11月30日 - 他の路線と統合のために廃止。[81]

黒石 - 尾上線
- 黒石営業所 - 黒石病院前 - 黒石駅前 - ちとせ団地入口 - 中央浅瀬石 - 金屋 - 尾上 - 尾上駅前
  - 所管：黒石営業所
  - 2022年11月30日 - 廃止。[82]

黒石 - 温川線
- 黒石駅前 - 山形町 - 牡丹平 - 花巻 - 温湯 - 落合温泉入口 - 板留 - 虹の湖公園前 - 小国 - 葛川 - （切明 - ）温川
  - 所管：黒石営業所⇒弘南サービス平賀営業所⇒大鰐車庫⇒黒石営業所
  - 1949年7月24日 - 板留 - 一の渡間の路線延長。
  - 1950年 - 一の渡 - 温川間の路線延長。
  - 196x年 - 「十和田西線」の開通により、温川 - 山の家間の夏期延長運行を開始。
  - 197x年 - 「急行 十和田湖休屋線」の運行開始に伴い、温川 - 山の家間の夏期延長運行を廃止。
  - 198x年 - 「黒石 - 小国線」の廃止に伴い、小国経由に変更。
  - 1988年 - 黒石営業所 - 黒石駅前間を廃止し、運行を黒石営業所から弘南サービス平賀営業所へ移管する。
  - 2001年12月1日 - 平川市切明地区への「デマンドバス」の運行開始。
    - 切明地区から乗車する際は、前日夜までに集落の世話役を通じて黒石営業所へ予約することにより、切明経由で迂回運行する。切明地区で降車する場合は乗車時に乗務員に申告する。

  - 2006年4月1日 - 運行を弘南サービス平賀営業所から弘南バス大鰐車庫へ移管。
  - 2008年4月1日 - 運行本数を4往復から2往復に減便。
  - 2009年4月1日 - 運行を大鰐車庫から黒石営業所へ移管。
  - 2022年11月30日 - 廃止。

浪岡地区コミュニティバス
- - 2009年11月1日 - 試験運行開始。
  - 2010年7月1日 - 本運行に移行。
  - 2024年3月29日 - 廃止[28]。

### 青森管内
急行 青森 - 板柳線
- 八重田（青森営業所） - 合浦二丁目 - 市役所前 - 青森バスセンター - 古川 - 石江 - 西部営業所前 - 新城駅前 - 雪印工場前 - 戸門 - 鶴ヶ坂駅前 - 大釈迦北口 - 浪岡 - 銀東口 - 高野 - 夕顔関 - 高増 - 五幾形 - 三千石 - 板柳案内所
  - 所管：板柳案内所
  - 195x年 - 運行開始。
  - 197x年 - 廃止。

細越線
雪印・戸門線
- 国道経由：青森営業所 - 県病通り - 合浦町 - 栄町一丁目 - 文化会館前 - 市役所前 - 県庁前 - 古川 - 西滝 - 石江 - 西高校前 - 新城駅前 - 雪印工場（メグミルク）前（ - 白旗野 - 戸門 - 支村）
- 西バイパス経由：青森営業所 - 県病通り - 合浦町 - 栄町一丁目 - 文化会館前 - 市役所前 - 県庁前 - 古川 - 西郵便局前 - 厚生病院前 - 平和台団地 - 戸門 - 支村
- 新町経由：青森営業所 - 県病通り - 合浦町 - 栄町一丁目 - 文化会館前 - 市役所前 - 新町二丁目松木屋前 - 新町一丁目（復路：平和通り中三前） - 古川 - 西滝 - 石江 - 西高校前 - 新城駅前 - 雪印工場（メグミルク）前 - 白旗野 - 戸門 - 支村
  - 所管：青森営業所
  - 19xx年 - 運行開始。
  - 19xx年 - 「西バイパス経由 戸門線」の運行開始。
  - 199x年 - 「雪印線」を廃止、「戸門線」に統合。
  - 1999年4月1日 - 「青森 - 弘前線」の廃止に伴い、「新町経由 戸門線」を新設。
  - 2003年4月1日 - 廃止。

新城線
- 青森営業所 - 県病通り - 合浦町 - 栄町一丁目 - 文化会館前 - 市役所前 - 県庁前 - 古川 - 西滝 - 石江 - 西高校前 - 新城駅前 - メグミルク前
  - 所管：青森営業所
  - 2003年4月1日 - 「戸門線」に代わって、「新城線」の運行開始。
  - 2009年8月1日 - 廃止。

青森港フェリーターミナル シャトルバス
- 青森駅前 - 新町一丁目 - 新町二丁目 - （青森ベイブリッジ経由） - 青森港フェリーターミナル
  - 所管：青森営業所
  - 2006年7月1日 - 運行開始。
  - 2010年7月31日 - 廃止

青森ガーラタウン100円シャトルバス （マエダ委託）
- 青森駅前 - ガーラタウン前
  - 所管：青森営業所
  - 2023年5月7日 - 廃止[83]

### 鯵ヶ沢管内
嶽温泉経由 弘前 - 鯵ヶ沢線
- 弘前駅前 - 桜大通り - 駒越 - 賀田郵便局前 - 五代 - 宮地 - 岩木山神社前 - 百沢温泉前 - 嶽温泉前 - 瑞穂 - 松代 - 一本杉 - 小ノ畑 - 中 - 鯵ヶ沢
  - 1956年 - 運行開始。
  - 1959年8月2日 - 同区間経由で「深浦定期観光バス」の運行開始。
  - 1960年代後半 - 廃止。

深谷・松代環状線
- 鰺ヶ沢駅前 - 海の駅わんど - 鯵ヶ沢本町 - 漁師町 - 大和田 - 二中校前 - 砂山 - 赤石駅前 - 日照田 - 川崎 - 深谷入口 - 細ヶ平 - 黒森 - 松代 - 白沢 - 一本杉 - 芦萢 - 発電所前 - 小の畑 - 派立 - 中村 - 上中下 - 総合保健福祉センター前 - 鯵ヶ沢営業所 - 中央病院前 - 舞戸本町 - 鯵ヶ沢駅前
  - 所管：鯵ヶ沢営業所
  - 2005年4月19日 - 運行開始。
  - 2005年12月1日 - 廃止。

松代・深谷環状線
- 鰺ヶ沢駅前 - 中央病院前 - 鯵ヶ沢営業所 - 総合保健福祉センター前 - 上中下 - 中村 - 派立 - 小の畑 - 発電所前 - 芦萢 - 一本杉 - 白沢 - 松代 - 黒森 - 細ヶ平 - 深谷入口 - 川崎 - 日照田 - 赤石駅前 - 砂山 - 二中校前 - 大和田 - 漁師町 - 鯵ヶ沢本町 - 海の駅わんど - 舞戸本町 - 鯵ヶ沢駅前
  - 所管：鯵ヶ沢営業所
  - 2005年4月19日 - 運行開始。
  - 2005年12月1日 - 廃止。

日本海拠点館経由 鰺ヶ沢本町 - 天長園線
- 鯵ヶ沢本町 - 海の駅わんど - 鯵ヶ沢駅前 - 日本海拠点館前 - 一中校前 - 川尻口 - 南浮田 - 鳴沢駅通り - 小屋敷 - 建石 - 天長園前
  - 所管：鯵ヶ沢営業所
  - 2005年12月1日 - 廃止。

鰺ヶ沢 - 一ツ森・黒森線
- 一ツ森線：鰺ヶ沢営業所 - 鰺ヶ沢病院 - 鰺ヶ沢駅前 - 海の駅わんど - 鯵ヶ沢本町 - 釣町 - 漁師町 - 大和田西口 - 鰺ヶ沢中学校前 - 砂山 - 赤石駅前 - 日照田 - 川崎 - 深谷入口 - 南金沢 - 種里 - 鬼袋 - 上一ツ森
- 黒森線（往路）：鰺ヶ沢営業所 - 鰺ヶ沢病院 - 鰺ヶ沢駅前 - 海の駅わんど - 鯵ヶ沢本町 - 釣町 - 漁師町 - 大和田西口 - 鰺ヶ沢中学校前 - 砂山 - 赤石駅前 - 日照田 - 川崎 - 深谷入口 - 深谷 - 細ヶ平 - 黒森
- 黒森線（復路）：黒森 - 細ヶ平 - 深谷 - 深谷入口 - 川崎 - 日照田 - 赤石駅前 - 砂山 - 鰺ヶ沢中学校前 - 大和田西口 - 漁師町 - 小夜 - 鯵ヶ沢駅前 - 鰺ヶ沢病院 - 鰺ヶ沢営業所
- 黒森線（一ツ森経由）：鰺ヶ沢駅前 - 小夜 - 漁師町 - 大和田西口 - 鰺ヶ沢中学校前 - 砂山 - 赤石駅前 - 日照田 - 川崎 - 深谷入口 - 南金沢 - 種里 - 鬼袋 - 上一ツ森 - 深谷 - 細ヶ平 - 黒森
  - 大和田西口⇔上一ツ森・黒森間はフリー乗降区間。
  - 所管：鯵ヶ沢営業所
  - 195x年 - 「鰺ヶ沢 - 一ツ森線」の運行開始。
  - 1993年8月7日 - 初の住民参加型路線バスとして、深谷入口 - 黒森間にバス路線を新設し、「黒森線」の運行を開始。
  - 2005年4月1日 - 「一ツ森線」3.5往復中、1往復を黒森まで延長し、1往復を廃止。「黒森線」を3往復から1往復に減便。区間便の「鬼袋線」（4往復）・「深谷入口 - 黒森線」（1.5往復）・「赤石線」（0.5往復）を廃止。
  - 2005年4月19日 - 「黒森線」（1往復）を廃止し、「深谷・松代環状線」「松代・深谷環状線」へ再編。「一ツ森経由 黒森線」（復路）の黒森 - 上一ツ森間を廃止。
  - 2005年12月1日 - 「深谷・松代環状線」「松代・深谷環状線」の廃止により、「黒森線」（1往復）を復活する。「一ツ森線」（復路）の1便を黒森始発に変更し、「一ツ森線」を1.5往復 「一ツ森経由 黒森線」を1往復とする。
  - 2017年3月31日 - この日の運行をもって、廃止[84]。翌4月1日から、鰺ヶ沢町コミュニティバスに移管。

鰺ヶ沢 - 松代線
- 鯵ヶ沢本町 - 海の駅わんど - 鯵ヶ沢駅前 - 鰺ヶ沢病院 - 鯵ヶ沢営業所[85] - 総合保健福祉センター前 - 上中下 - 中村 - 派立 - 小の畑 - 芦萢 - 一本杉 - 白沢 - 松代
- 小夜経由：鯵ヶ沢本町 - 釣町 - 小夜 - 鯵ヶ沢駅前 - 鰺ヶ沢病院 - 鯵ヶ沢営業所[85] - 総合保健福祉センター前 - 上中下 - 中村 - 派立 - 小の畑 - 芦萢 - 一本杉 - 白沢 - 松代
  - 鰺ヶ沢病院⇔松代間はフリー乗降区間。
  - 所管：鯵ヶ沢営業所
  - 2005年4月1日 - 運行本数を7往復から3.5往復へ減便。
  - 2005年4月19日 - 復路を1便廃止し、「深谷・松代環状線」へ再編。
  - 2005年12月1日 - 「深谷・松代環状線」の廃止により、復路を1便増便。
  - 2017年3月31日 - この日の運行をもって、廃止[84]。翌4月1日から、鰺ヶ沢町コミュニティバスに移管。

鰺ヶ沢 - 長平線
- 鯵ヶ沢本町 - 海の駅わんど - 鯵ヶ沢駅前 - 鰺ヶ沢病院 - 三ツ沢 - 中村 - 間木 - 長平 - 生活改善センター
- 小夜経由：生活改善センター - 長平 - 間木 - 中村 - 三ツ沢 - 中央病院前 - 鯵ヶ沢駅前 - 小夜 - 釣町 - 鯵ヶ沢本町
  - 鰺ヶ沢病院⇔生活改善センター間はフリー乗降区間。
  - 所管：鯵ヶ沢営業所
  - 1965年8月10日 - 運行開始。ただし、運行開始当初は臨時免許による、8月25日まで期間限定の運行[86]。　
  - 1966年4月24日 - 本運行開始。運行開始当初は、午前2往復・夕方1往復の計3往復の運行[87]。
  - 2005年4月1日 - 運行本数を2往復から1.5往復へ減便。
  - 2009年4月1日 - 生活改善センター - 青少年旅行村間を廃止し、冬期スキーシーズンの鯵ヶ沢スキー場への延長運行を中止。
  - 2017年3月31日 - この日の運行をもって、廃止[84]。翌4月1日から、鰺ヶ沢町コミュニティバスに移管。

鰺ヶ沢町内線
- 天長園線：天長園前 - 建石 - 小屋敷 - 鳴沢駅通り - 南浮田 - 川尻口 - 一中校前 - 舞戸 - 鰺ヶ沢駅前 - 七ツ石 - 小夜 - 釣町 - 鰺ヶ沢本町
- 小夜線：鰺ヶ沢駅前 - 七ツ石 - 小夜
  - 町内区間便は、朝片道1便ずつの運行。
  - 日曜・祝日は運休。 （「小夜線」は休校日も運休）
  - 所管：鯵ヶ沢営業所
  - 2017年3月31日 - この日の運行をもって、廃止[84]。翌4月1日から、鰺ヶ沢町コミュニティバスに移管。

### 大鰐・平賀管内
平賀駅 - 唐竹線
- 平賀駅前 - 平賀病院前 - アップルランド前 - 町居 - 竹館小学校前 - 広船入口 - 唐竹郵便局前 - 唐竹東口
  - 所管：平賀案内所⇒弘南サービス平賀営業所
  - 2004年4月1日 - 「平賀町循環バス」の運行開始に伴い廃止。

平賀駅 - 広船線
- 平賀駅前 - 本町 - 小和森 - 柏木農業高校前 - 平田森 - 新屋 - 尾崎 - 一本杉 - 広船
  - 所管：平賀案内所⇒弘南サービス平賀営業所
  - 2004年4月1日 - 「平賀町循環バス」の運行開始に伴い廃止。

平賀駅 - 石川入口線
- 平賀駅前 - 柏木小学校前 - 平賀営業所前 - 中央吹上 - 薬師堂北口 - 石川入口
  - 所管：大鰐車庫
  - 2008年4月1日 - 「大鰐 - 黒石線」の廃止による代替路線として運行開始。
  - 2008年10月1日 - 廃止

大鰐スキー場線
- 大鰐営業所 - 大鰐 - 大鰐温泉駅前 - 相生橋 - 夏沢入口 - 錦水前 - あじゃらスキー場 - 錦水前 - サーフプール入口 - 国際スキー場
  - 所管：大鰐案内所⇒弘南サービス大鰐営業所⇒大鰐車庫
  - 2007年5月10日 - 廃止。

大鰐 - 居土・高野新田線
- 大鰐南団地前 - 大鰐 - 大鰐温泉駅前 - 虹の大橋 - 宿川原 - 富岡 - 三ツ目内 - 居土 - 高野新田
- 大鰐校舎経由：大鰐南団地前 - 大鰐 - 大鰐温泉駅前 - 羽黒橋前 - （バイパス経由） - 大鰐校舎前 - 虹貝 - 大鰐中学校前 - 富岡 - 三ツ目内 - 居土 - 高野新田
  - 所管：大鰐案内所⇒弘南サービス大鰐営業所⇒大鰐車庫⇒弘前営業所
  - 2010年9月30日 - 大鰐町による予約制バス「SUNEKARA BUS」への移行に伴い、廃止。

大鰐 - 早瀬野・島田線
- 大鰐南団地前 - 大鰐 - 大鰐温泉駅前 - 羽黒橋前 - バイパス入口 - 虹貝 - 大鰐校舎前 - 虹貝新田 - 三軒新田 - 島田西口 - （早瀬野 - ）島田温泉前
  - 所管：大鰐案内所⇒弘南サービス大鰐営業所⇒大鰐車庫⇒弘前営業所
  - 2011年9月30日 - 大鰐町による予約制バス「SUNEKARA BUS」への移行に伴い、廃止。

大鰐 - 駒の台線
- 大鰐校舎前 - 虹貝 - バイパス入口 - 羽黒橋前 - 大鰐温泉駅前 - 大鰐 - 大鰐南団地前 - 長峰 - 九十九森 - 駒木 - 駒の台
  - 所管：大鰐案内所⇒弘南サービス大鰐営業所⇒大鰐車庫⇒弘前営業所
  - 2012年9月30日 - 大鰐町による予約制バス「SUNEKARA BUS」への移行に伴い、廃止。

## ICカード MegoICa
- 「MegoICa」を2023(令和5)年2月25日より導入[88]。
  - 利用可能な場所は、津軽圏域14市町村と青森市を走る「弘南バスの路線バスの全路線」とSuicaなどの交通系ICカードが利用できる交通機関やコンビニ等。運賃として支払う場合は、エリアをまたいでの利用は不可能な会社がある。
  - 「MegoICa」の販売場所については、2023年5月11日現在、弘前バスターミナル・青森総合案内所・五所川原駅前案内所となっている(黒石駅前案内所は2023年5月10日で閉店)。
  - 「MegoICa」については、「記名式MegoICa」と「無記名MegoICa」がある。
  - 「記名式MegoICa」には、「一般カード」と「小人カード」「学生カード」「障がい者カード」がある。
  - 「記名式MegoICa」の場合、弘南バスの路線バスの運賃を「MegoICa」で支払った時に、運賃額の3%をポイントの「メゴポン」として付与する。「無記名MegoICa」と「学生カード」では、付与されない。
  - 「無記名MegoICa」では「数日券」の搭載ができるが、「記名式MegoICa」ではできない。
  - 「MegoICa」導入に伴い、利用のためのパンフレット「MegoICaのはじめかた」を「MegoICa」の販売場所や弘前駅などで、配布したり、弘南バスのHPで公開をしている[89]。また、子供向けの説明動画を弘南バスHPで公開をしている[90]。

## 企画乗車券
2023年2月25日現在。
- 「定期券」と「津軽漫遊フリーパス券」は、「MegoICa」に搭載する形で、弘前バスターミナル・青森総合案内所・五所川原駅前案内所で販売(黒石駅前案内所は2023年5月10日で廃止)。
- 「定期券」については「MegoIca」に印字されないので、「定期券明細書」を携行するように案内をされている。

- 「数日券」は当日バス車内でのみ発売[91]。

津軽漫遊フリーパス券
- 65歳以上を対象とした、弘南バス路線が乗り放題のフリーパス券[92]。
  - 高速バス、貸切バス、弘前 - 青森空港線、中泊連絡バス、浪岡コミュニティバス、平川市循環バス、青森市市バス、五所川原市循環バス、十二湖線、スカイラインシャトルバス、暗門白神号等、その他の弘南バス指定路線。

- 1年券
  - 新規購入…50,000円、継続購入・免許返納者…45,000円
- 半年券
  - 新規購入…30,000円、継続購入・免許返納者…25,000円
- 新規購入は本人確認証、継続購入は漫遊パスの情報が書き込まれたMegoICaと本人確認証、免許返納者は運転経歴証明書と本人確認証の提出が必要。

数日券
- 「数日券」としては、「平日ワンデーパス・ワンバケーションパス・岩木白神パス・100円バス1日券」がある[91]。

- 平日ワンデーパス
  - 平日(月～金・祝日を除く)のいずれか1日に限り、弘南バス路線が乗り放題のフリーパス券。2023年2月27日(月曜日)から、発売開始。
  - 大人2,000円、小学生1,000円。
  - 車内で発売。降車時に、運転手に申し出て、購入手続きをとる。
  - 次の路線では利用ができない。
    - 高速バス、貸切バス、弘前 - 青森空港線、中泊連絡バス、浪岡コミュニティバス、平川市循環バス、青森市市バス、五所川原市循環バス、十二湖線、スカイラインシャトルバス、暗門白神号等、その他の弘南バス指定路線。

- ワンバケーションパス
  - 土曜[93]・日曜・祝日のいずれか1日に限り、弘南バス路線が乗り放題のフリーパス券。
  - 大人1,000円、小学生500円。
  - 車内で発売。降車時に、運転手に申し出て、購入手続きをとる。
  - 次の路線では利用ができない。
    - 高速バス、貸切バス、弘前 - 青森空港線、中泊連絡バス、浪岡コミュニティバス、平川市循環バス、青森市市バス、五所川原市循環バス、十二湖線、スカイラインシャトルバス、暗門白神号等、その他の弘南バス指定路線。

- 岩木白神パス
  - 大人3,000円、小学生1,500円。
  - 枯木平線・西目屋村役場線・スカイラインシャトルバス、暗門白神号と弘前市内100円バスが乗り放題。
  - 2日間有効。
  - 車内で発売。

- 100円バス1日券(旧弘前市内100円バス1日乗車券)
  - 弘前市内の100円バス4路線[94] が乗り放題。
  - 大人400円、小学生200円。
  - 車内で発売。

- 「数日券」は「無記名MegoIca」の他に「Suica」、「PASMO」でも、購入可能。

### 発売終了した乗車券
- 特記がない乗車券類は、「弘前バスターミナル・黒石駅前案内所・五所川原駅前案内所・青森総合案内所・小泊案内所」で販売をされていた(2022年12月時点)。

定期券(紙券)
- 期間は、1ヶ月・3ヶ月・6ヶ月・12ヶ月。
- 種類は、「一般定期券」「学生定期券」「障がい者定期券」「片道定期券」

回数券
- 期間は、6ヶ月。
- 種類は、「一般回数券(10枚+サービス券1枚)」「学生回数券(10枚+サービス券3枚)」
- 金額については10円綴り、100円綴り、220円綴りなどを販売。

津軽漫遊フリーパス(紙券)
- 期間は、6ヶ月(半年券)と12ヶ月(1年券)
- 金額は、半年券が28,300円で、1年券が47,150円。
- 購入時には、証明写真(運転免許証と同じサイズ)と年齢確認のための証明書(65歳以上であるという証明のために、運転免許証や運転経歴署)の提示が必要であった。
- 利用できない路線として、高速バス、貸切バス、弘前-青森空港線、十二湖線、暗門白神号、岩木スカイラインシャトルバス、青森市市バス、平川市循環バス、浪岡コミュニティバス、五所川原市循環バス、中泊連絡バス、ガーラタウンシャトルバスや弘南バスの指定する路線。

ワンバケーションパス(紙券)
- 期間は、日曜日・祝日[95]で、1日のみ。
- 金額は、大人1000円、小人500円。
- 購入時には、乗車する日付を知らせていた(乗車券に乗車する日付を印字するため)。また、弘南バス窓口で、事前購入も可能だった。
- 購入後は、払戻や日付の変更が出来ない。
- 利用できない路線として、高速バス、貸切バス、弘前-青森空港線、十二湖線、暗門白神号、岩木スカイラインシャトルバス、青森市市バス、平川市循環バス、浪岡コミュニティバス、五所川原市循環バス、中泊連絡バス、ガーラタウンシャトルバスや弘南バスの指定する路線。

青森空港線回数券
- 青森空港 - 弘前市内間で設定。
- 6枚綴りで5.000円。
- 弘前バスターミナル・弘前駅前案内所で発売。

セット回数券
- 1,000円で発売。
- 170円券6枚、100円券1枚、10円券3枚の合計1,150円分
- 弘南バス窓口、委託販売所、車内で発売。

白神ライン往復乗車券
- 弘前から白神ラインへの往復乗車券で、白神ライン直通バス「暗門白神号」の他に、路線バスと田代でのシャトルバスとの乗継ぎの場合も利用可。
  - 弘前バスターミナル・弘前駅前 - アクアグリーンビレッジANMON間 - 1,600円。
  - 弘前バスターミナル・弘前駅前 - 津軽峠間 - 1,800円。
- 弘前バスターミナル、弘前駅前案内所で発売。

スカイライン往復乗車券 （乗継乗車券）
- 適用区間 - 弘前バスターミナル・弘前駅前 - （嶽温泉前乗継） - スカイライン八合目駐車場
  - 指定停留所（上記4箇所）以外での乗降はできない（岩木山神社前等での途中下車は不可）。
- 大人2,500円（小人半額）で、発行日より2日間有効。
- 岩木山八合目からリフトを利用する際、スカイライン往復乗車券の提示により、通常往復800円が往復500円への割引特典が受けられる。
- 弘前バスターミナル、弘前駅前案内所で発売。
  - 白神ライン往復乗車券とスカイライン往復乗車券は、「岩木白神パス」に統合する形で廃止。

※2023年2月25日からは交通系ICカード「MegoICa」導入に伴い、紙の企画乗車券類を廃止することになり、「MegoICa」に「数日券等」や「定期券」の情報を記載するという形で、バスに乗車利用することになった。
※その他に、株主優待券がある。
※紙の回数券は2024年3月31日まで使用でき、2025年3月31日まで払い戻しができるようになっている。

## 車両

### 概説
日野自動車が全体の4割程度を占め、三菱ふそうトラック・バス、いすゞ自動車、トヨタ自動車が続く。貸切車両は営業所のみに配置される。高速バス車両は路線ごとに担当営業所が決められている。1990年代以降は譲受車も多数導入されており、低コストでの冷房化・低床化によるサービス改善を行っている。一般路線用車として三菱ふそう・ローザやトヨタ・コースターなどのマイクロバスを導入している。近年では「バス運行対策補助金」を活用して、中型の低床バスの新車を導入している。
特徴的な車両として1980年に導入されたミニバス「バンビ号」が挙げられる。マイクロバスに後扉を設置した車両で、車両代替時には日野レインボーRBが1扉仕様で導入された。また、1991年にはレトロ調バス「トテバス」を導入した。この車両は、いすゞジャーニーQのシャーシに東京特殊車体がレトロ調車体を架装したもので、当初は弘前市内観光に使用されていたが、1996年には「サンタランド」へのアクセスに使用された。その後、「土手町循環100円バス」「ためのぶ号100円バス」「青森港フェリーターミナルシャトルバス」に使用され、2008年現在は「平川市循環バス」で使用されている。
2015年4月には弘前大学より1980年式の自家用バスを譲り受け、貸切やイベントなどに活用している。

### 車両番号
昭和40年代後半より、4桁+営業所番号の車両番号（弘南コード）を導入する。
1984年より、現行の車両番号にルールを変更する。従来、この表記には、所属の営業所番号を表記していたが、2007年6月より、所属する営業所・案内所・車庫の表記に変更した。
| 1            | 09   | 01       | - | 6        |
| ------------ | ---- | -------- | - | -------- |
| メーカー記号 | 年式 | 固有番号 |   | 所属番号 |

- 記号
  - 1…いすゞ自動車
  - 2…トヨタ自動車
  - 3…三菱ふそうトラック・バス
  - （4は欠番）
  - 5…日野自動車
  - 6…EVモーターズ・ジャパン(2025年3月にEVバスを導入し、発番)
    - （以前は、6…日産ディーゼル(現・UDトラックス )であったが導入実績なし)
- 年式
  - 和暦2桁(2019年に平成から令和の移行したが、2019年導入の車両は、平成の和暦の番号「31」になっていて、令和は「02」から始まっている)。
- 固有番号
  - 前3桁ごとの連番
- 所属番号
  - 2…弘前営業所
  - 3…五所川原営業所
  - 4…黒石営業所
  - 5…藤代車庫
  - 6…青森営業所
  - 7…鰺ヶ沢営業所
  - 9…和徳車庫
  - 10…桜ヶ丘案内所 （廃止）
  - 11…板柳案内所 （廃止）
  - 12…高崎営業所 （廃止）
  - 19…大鰐車庫 （廃止）
  - 32…金木車庫 （→金木案内所、廃止）
  - 33…小泊案内所
- （例）10901-6はいすゞ製ので平成9年（1997年）式の01号車、所属は青森営業所となる。
- 車体に書かれている所属番号と、一部の車両で車内の乗降口上部などに書かれている所属番号（=営業所名）が異なる車両が、わずかながら存在する。

#### 車両画像

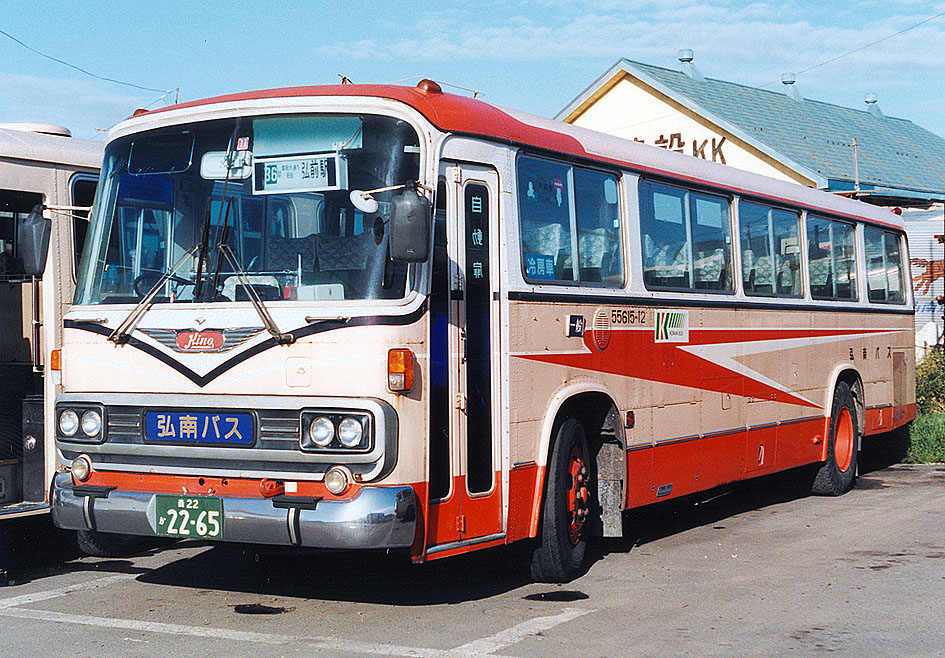
旧塗色
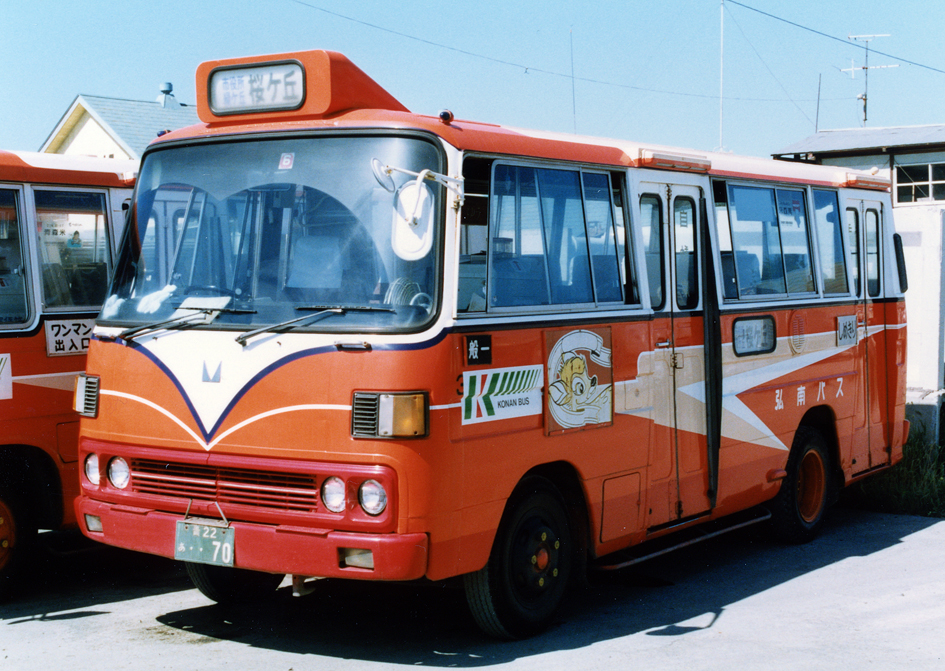
ミニバス「バンビ号」
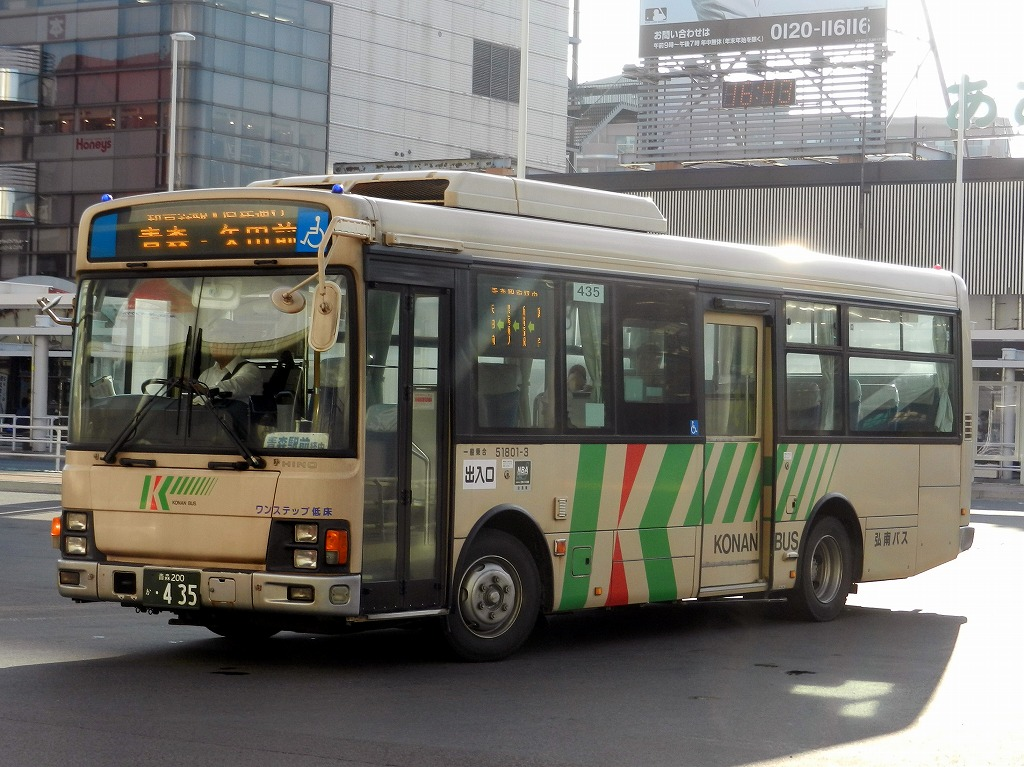
路線現行塗色
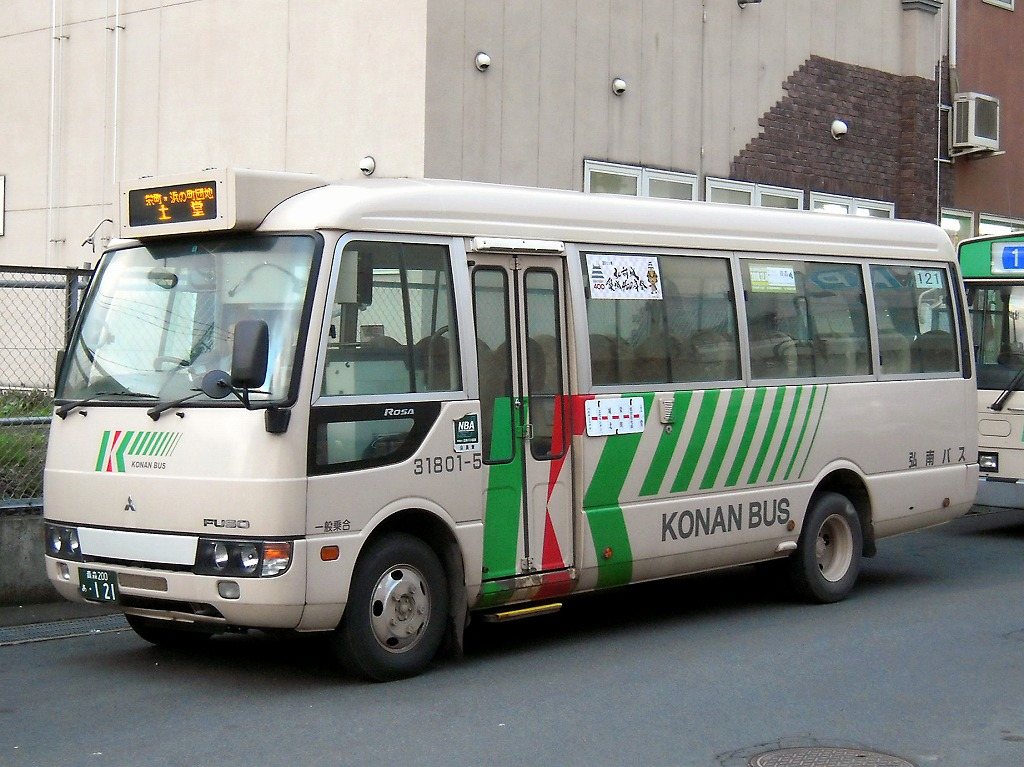
同（マイクロバス）
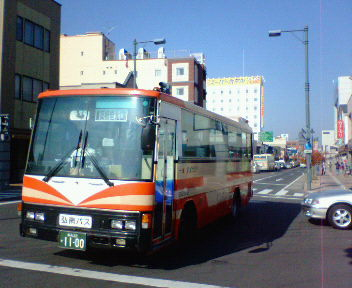
弘南サービスから引き継いだ車両による路線塗色
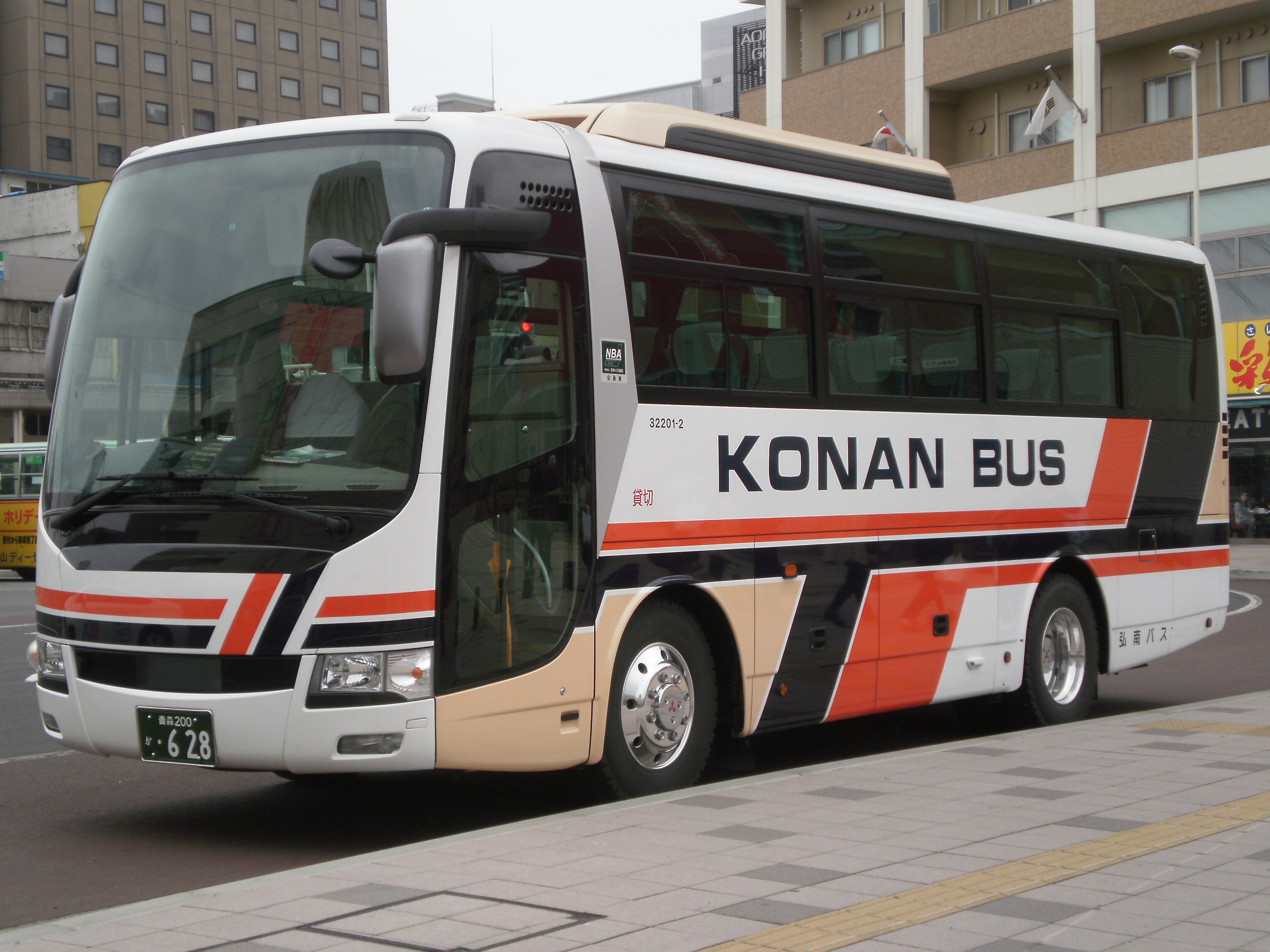
観光貸切塗色（一般路線用へ格下げられた車種も存在する）
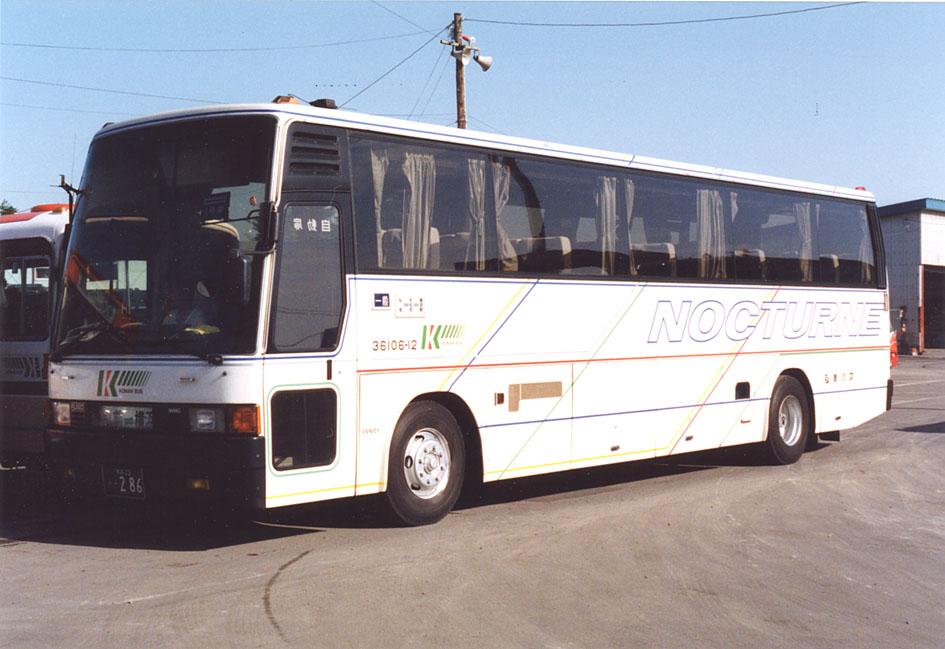
ノクターン号初代専用塗装車
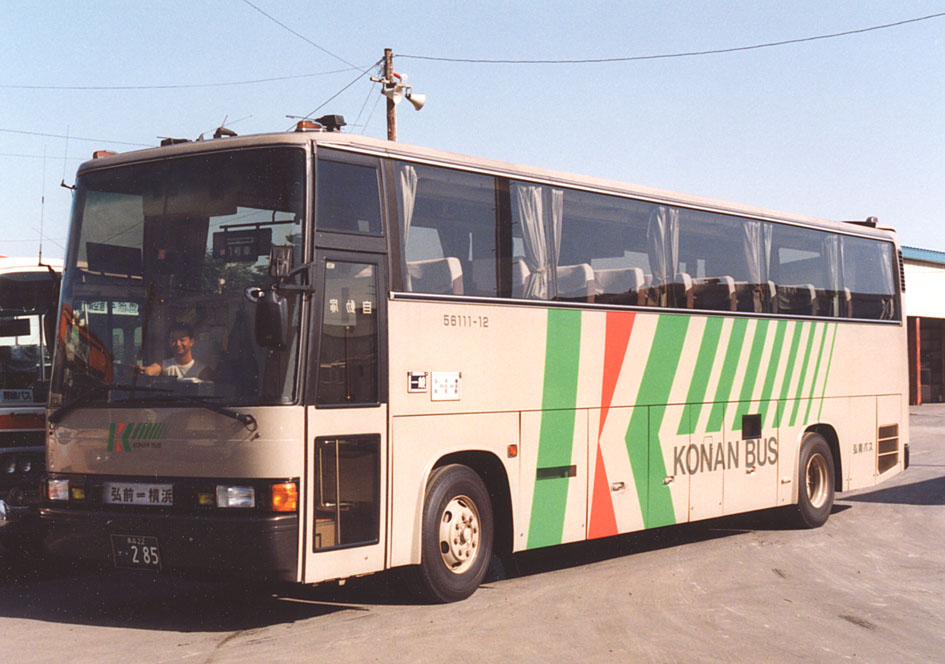
ノクターン号初代専用車（塗り替え後）
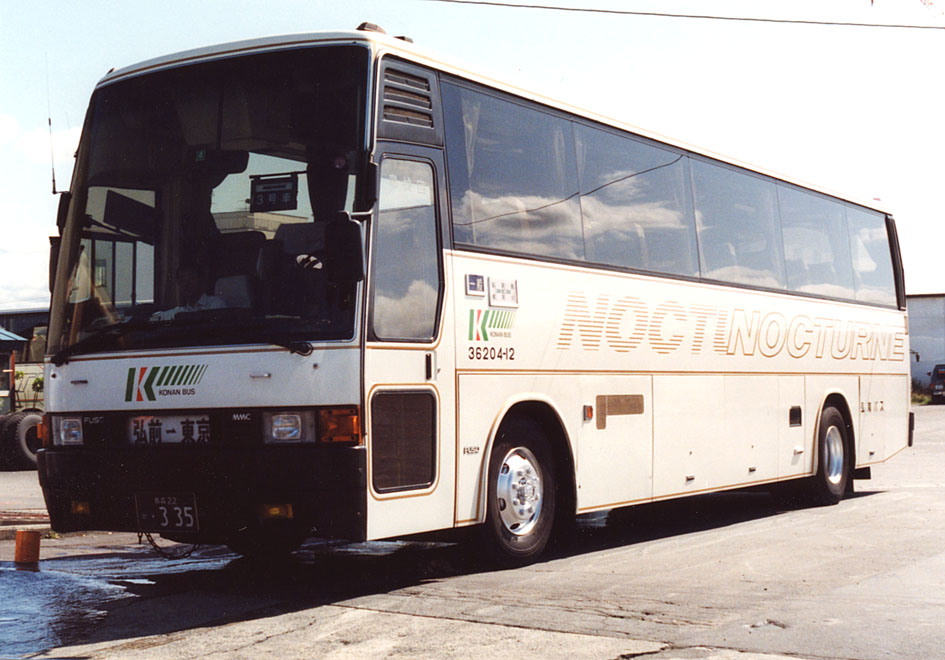
ノクターン号専用塗装車
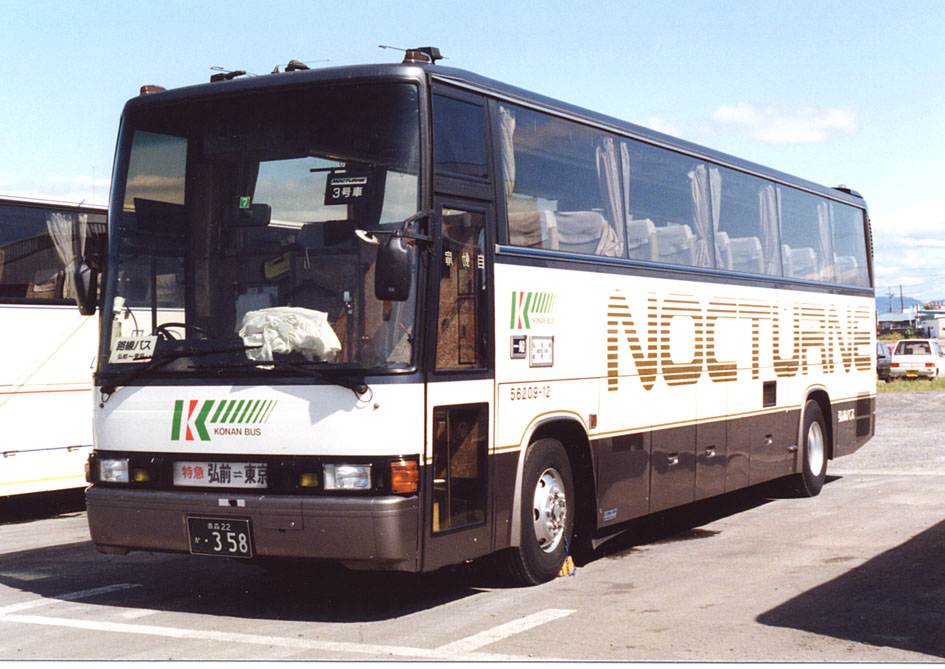
ノクターン号初代専用車
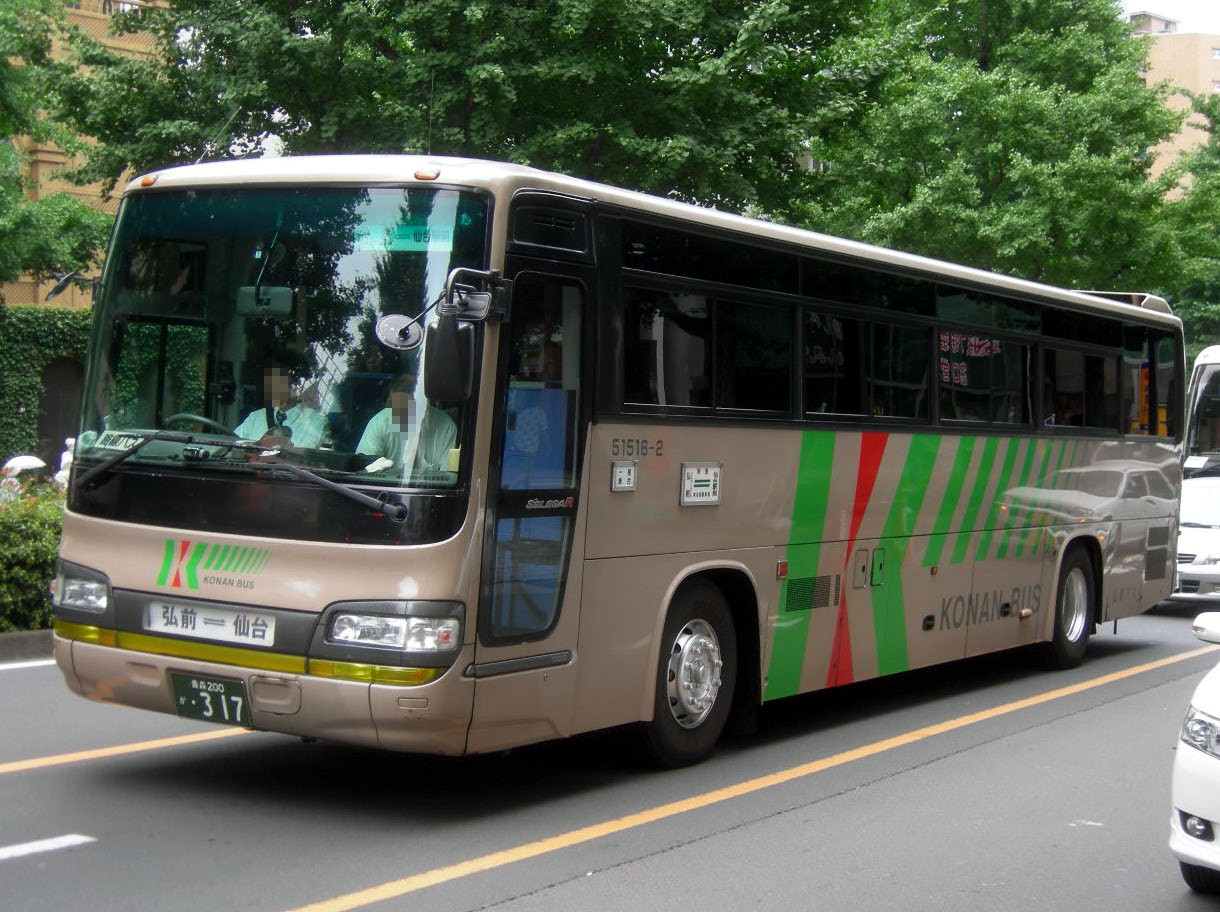
高速バス用塗色（キャッスル号）

## ダイヤ改正について
- ダイヤ改正は、毎年4月1日（夏期ダイヤ）と12月1日（冬期ダイヤ）に定期的に実施している[99]。ただし、路線によってはJRのダイヤ改正時や補助金を拠出する関係自治体との協議により、臨時にダイヤ改正を実施する場合もある。

## その他
- 乗合バスの車両は、前乗り[100] 前降り、後払い式のワンマンバス。前・中扉車両の場合、中扉の入口部分は鉄パイプで封鎖されている場合もある[101][102]が、内側から中扉のガラスに「封鎖中」の紙を貼り、前扉から乗るように案内しているバスが多い。このため、車椅子やベビーカーは折りたたんで利用する。ただし「黒石市回遊バスぷらっと号」の一部では、運賃先払い、前乗り中降りとなっている為、中扉の鉄パイプでの封鎖は施されていない。
- 整理券は、なし、1、2、…の順に続く。「6」は「9」との混同をふせぐため、漢数字の「六」を使用する車両もあった。なお、100円バス（「ためのぶ号」を除く）と「五所川原市循環バス」では整理券を使用しなかった
  - 2008年6月まではミニバス路線でも整理券を使用していなかったが、放送機器の音声合成化に伴い、一般路線と同様の方式に変更された。
- 年末年始は、高速バス･青森空港線や一部の路線を除き、12月31日夜から1月2日朝にかけて、始発地での出発が19:00から翌朝7:55[103] まで運休となる。
- 2022年3月5日から、弘南バスに運行を委託されている青森市市バス浪岡線で、AOPASSやSuicaなど交通系ICカードが利用出来る様になった[104]が、青森市市バス浪岡線（大釈迦経由便）と一部運行ルートが重複する青森 - 黒石線・五所川原線[105]は「地域連携ICカード」や「交通系ICカード」は2023年2月24日までは利用できなかった。
- 2022年4月2日からは、主に弘前市内を走る路線バスに、旧塗装に変更したバス(平成29年導入の弘前営業所所属車)が1台走っている[106]。
- 2023年2月25日からは、「交通系ICカード」が導入することになり、2022年12月から路線バスの車内機器の交換が実施されて、整理券も、感熱式でバーコードが印刷されたものに切り替えられて、整理券の番号が「0、1、2、…」の順に変わっている。更に同日から、交通系ICカード『MegoICa』を導入し、「Suica」などの交通系ICカードによる乗車が可能になった[107][21][108]。また、同日からの交通系ICカードの「MegoICa」導入に伴い、「五所川原市循環バス」での運賃の支払い方法が「前払い」から他の路線バスと同じ「後払い」に変更された。また、現金での支払い時には整理券の受領が必要になった(ただし、どのバス停から乗っても「0番」の整理券が発券される)[22]。

## 弘南バスが登場する作品
テレビドラマ
- NHK 大河ドラマ 「いのち」 最終回
  - 弘前営業所：55506-2
- NHK 月曜ドラマシリーズ 「私の青空2002」 第5話
  - 弘前営業所：31301-2（ノクターン号）
  - 弘前営業所：50605-2
    - バス車体のKマークはそのままでKONAN BUSの部分にはIWAKISN KOTSU（IWAKISANの表記ではない）、弘南バスの部分には岩木山交通と青地に白字のシールを貼り撮影された。

映画
- 男はつらいよ 奮闘篇
  - 藤代営業所(当時)：3564-5

CM
- SoftBank （2012年）

テレビアニメ
- ふらいんぐうぃっち
  - 劇中では｢弘西バス(KOSAI BUS)｣として登場する。なお、このアニメでは、実際に運行されている｢弘前 - 相馬線｣と｢下湯口バス停｣（第1話）及び「弘前 - 大秋線」と「下大秋入口バス停」（第7話）が登場した[109][110][111]。

## 関連会社
- 弘南サービス
- 弘南観光開発
- 弘南バス総合保険
- 弘南建設
- 弘南運輸
- 弘南ビジネス

- 津軽車輌サービス
- 産交
- 青森航空サービス
- 青荷温泉
- 岩木スカイライン